# Катунський заповідник
Кату́нський запові́дник, повна офіційна назва Держа́вний приро́дний біосфе́рний запові́дник «Кату́нський» (рос. Государственный природный биосферный заповедник «Катунский») — біосферний заповідник, розташований у Республіці Алтай на південному сході Росії. Заснований 25 липня 1991 року. Площа заповідної території становить 151 664 га. Заповідник створений задля охорони природних комплексів Алтайських гір: альпійських лук та озер, рідкісних представників високогірної флори і фауни, в першу чергу, гірських баранів аргалі, куона гірського, снігового барса, манула.
Флора Катунського заповідника налічує 672 види вищих рослин, 215 видів мохів, 793 види лишайників і 264 види шапинкових грибів, з яких 20 видів вищих рослин, 16 видів лишайників і 7 видів грибів занесені до Червоної книги Росії та Червоної книги Республіки Алтай. З місцевих рослин 55 видів належать до ендеміків Алтайсько-Саянського регіону. Фауна заповідника включає ссавців 59 видів, птахів — 181, плазунів — 3, земноводних — 2, риб — 8 видів, з числа яких 2 види ссавців, 25 видів птахів, 1 вид риб та 4 види комах включені до вищезазначених червоних списків. Загалом у заповіднику представлені 27 % видів рослин і 18 % видів тварин, взятих під охорону в республіці.
Терени Катунського заповідника та його околиць славляться мальовничими краєвидами і численними пам'ятками: високими горами, льодовиковими озерами, різноманітними водоспадами, порожистими річками і священними місцями алтайських племен. Його територія — популярна зона спортивного, екологічного, культурного, етнічного туризму.

## Історія
Високогір'я Алтаю були заселені здавна, однак протягом усієї історії залишались малолюдними, що сприяло відмінній збереженості місцевої природи. Першим звернув увагу на багатий рослинний і тваринний світ Центрального Алтаю російський географ В. П. Семенов-Тян-Шанський. У 1917 році він запропонував створити Алтайський гірський парк, до якого мали входити гора Бєлуха і одне з високогірних озер — Аккемське або Кучерлінське. У 1961 році аналогічну пропозицію висунув А. С. Крючков, якого надихнув приклад чеських національних парків у Татрах. Його ідею науковці обґрунтували в 1970-х роках, вони рекомендували державним можновладцям для заповідання саме гору Бєлуху і Катунський хребет. У 1980-х роках під егідою Горно-Алтайського відділення Географічного товариства СРСР було започатковано дискусію щодо статусу майбутнього природоохоронного об'єкту: одні бачили його як заповідник із суворим режимом охорони, другі — як систему заказників, в яких можна було б заготовляти «золотий» і «маралячий корінь», треті — як національний парк з рекреаційною мережею.
У 1984 році міжвідомча комісія запропонувала створити біосферний (тобто найвищої категорії) заповідник на теренах Усть-Коксинського і Кош-Агацького районів. Однак влада Кош-Агацького району не пішла на співробітництво, а Усть-Коксинський район погодився виділити під заповідну зону лише 157 664 га замість 210 000 запланованих, та й ті знаходились у важкодоступних районах, де нерідко господарювали порушники кордону з боку Казахстану. Цей проєкт затвердили 25 липня 1991 року, не зважаючи на те, що до заповідної зони не потрапили оселища саме тих тварин, які підлягали охороні в першу чергу: снігового барса, куона гірського, антилопи Procapra gutturosa тощо. Найвища вершина Алтайських гір, гора Бєлуха, також опинилась за межами взятої під охорону місцевості. Не зважаючи на посередню біологічну репрезентативність, заповідна територія охоплювала льодовики, верхів'я Катуні, а також не змінені господарською діяльністю високогірні озера та унікальні альпійські луки, отже становила значну природоохоронну цінність. Підтвердженням цього стало включення в 1998 році Катунського заповідника до складу території «Золоті гори Алтаю», що належить до Світової спадщини ЮНЕСКО. У січні 2000 року Катунський заповідник оголосили біосферним резерватом ЮНЕСКО. 2011 року його включили до складу транскордонного російсько-казахстанського резервату «Алтай».

## Клімат
Катунський заповідник розташований у високогірному поясі помірної зони, клімат на його території різко континентальний. Цим землям притаманна тривала морозна зима і коротке тепле (у долинах спекотне) літо. За результатами багаторічних спостережень у найближчому до заповідника райцентрі Усть-Кокса, середньорічна температура повітря в цьому регіоні становить –0,6 °C. Найхолодніший місяць — січень, чия середня температура дорівнює –21,2 °C. Середня температура найтеплішого місяця, липня, становить +16,2 °C. Абсолютний температурний мінімум відмічений у січні, він сягнув –48,5 °C. Абсолютний максимум зафіксований у липні — серпні на рівні +36,5…+36,4 °C. Середньорічна кількість сонячних годин дорівнює 2397, при цьому середня сума активних температур (понад +10 °C) становить 1682 °C на рік. Вегетаційний період в альпійському поясі триває 61 день, перші приморозки іноді спостерігають у серпні — вересні.
Середньорічна кількість опадів над територією Усть-Коксинського району становить 464,8 мм, причому найменшу їх кількість спостерігають у лютому — березні (разом 20,9 мм), а найбільшу фіксують у липні (80,2 мм) та серпні (72,4 мм). Крім того, чимало опадів буває восени. Таким чином, більшу їх частину складають рідкі, тобто літо в околицях заповідника дуже дощове. Пізно восени і взимку переважають опади у вигляді снігу, тому сніговий покрив тут досягає значної товщини й істотно впливає на життя тварин заповідника. В середньому 118 днів на рік бувають з опадами, ясну погоду найчастіше спостерігають у березні (лише 5 днів з опадами), а похмуру — в липні, коли в середньому 14,5 днів бувають з опадами. Також зимовій погоді в Алтайських горах властиві часті температурні інверсії, які проявляють себе туманами у гірських котловинах. На вододілах часто віють сильні вітри, їхній напрямок залежить від особливостей місцевого рельєфу.

## Географія
Катунський заповідник розташований у Сибірському федеральному окрузі Росії, його терени цілком лежать у межах Усть-Коксинського району Республіки Алтай. Загалом навколишня місцевість малонаселена. Адміністрація природоохоронної установи працює в селі Усть-Кокса. Найближче до кордонів заповідника місто — Горно-Алтайськ — віддалене від нього на 400 км. З півдня впритул до охоронюваної зони проходить міждержавний російсько-казахстанський кордон. На цій ділянці до кордонів заповідника дотична територія казахстанського Катон-Карагайського національного парку. На сході Катунський заповідник межує з російським природним парком «Бєлуха». В свою чергу, в межах заповідника знаходиться ряд окремих природних пам'яток, таких як Катунська стрілка, Коксинський гай, перевал Громотуха.

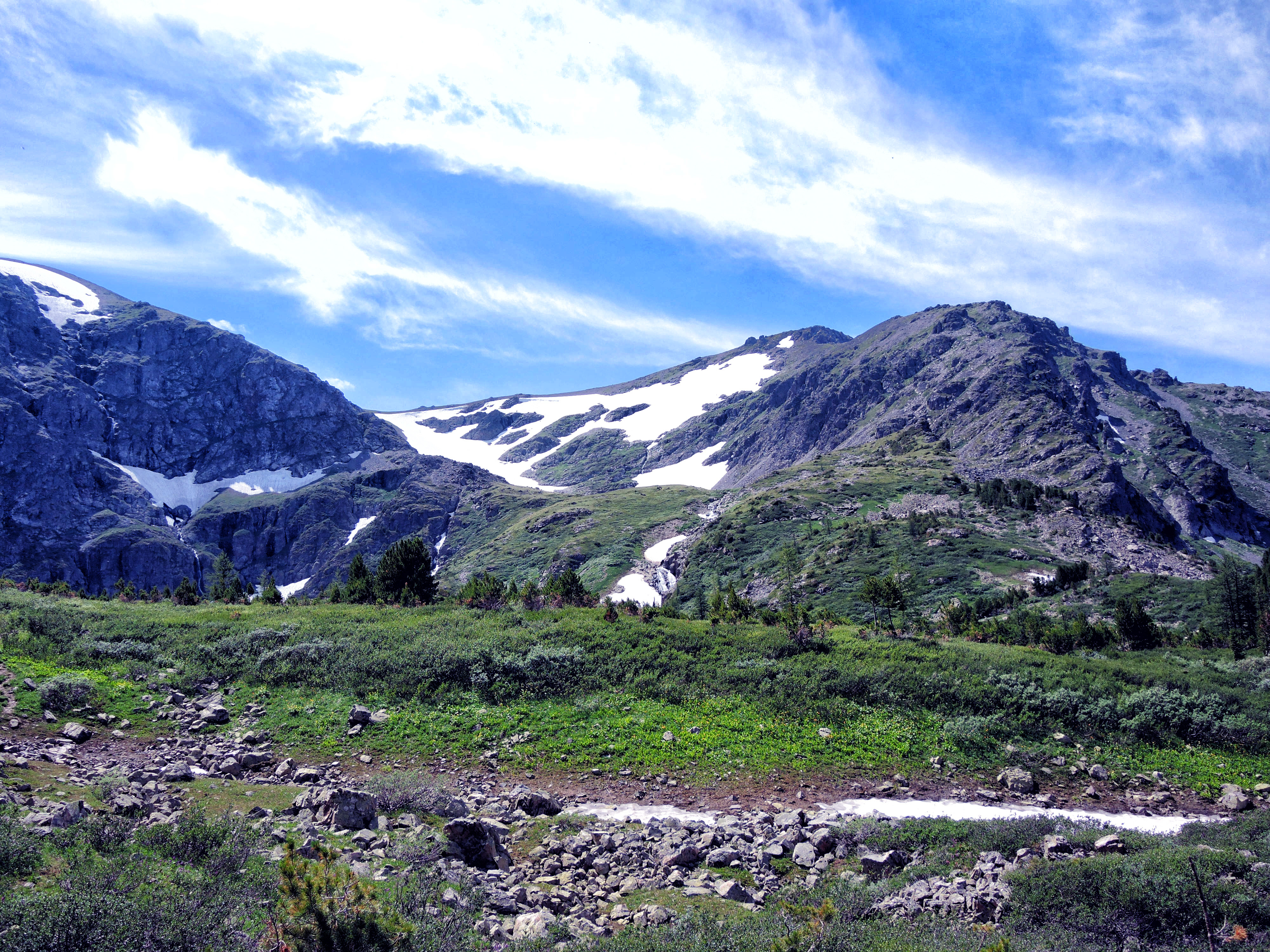
Красна гора — одна з найвищих вершин заповідника.

З фізико-географічної точки зору Катунський заповідник розташований у південній частині Західного Сибіру, в регіоні називаному Гірський Алтай. Безпосередньо біля кордонів охоронної зони височіє найвища гора Алтаю, і Сибіру взагалі, — Бєлуха. Її висота дорівнює 4506 м. Найвищі вершини в самому заповіднику сягають 3280 м. Найнижча точка охоронної зони — перевал Громотуха, що лежить на висоті 1300 м. Отже, терени Катунського заповідника обіймають найвищу, центральну, частину Алтайських гір. За середньою висотою своїх теренів він належить до найвисокогірніших природоохоронних територій Росії. Із загальної площі Катунського заповідника 61,6 % припадає на високогір'я, 23,5 % — на середньогірну зону і 14,9 % — на долини.
Свою назву природоохоронна установа отримала від Катунського хребта, хоча він входить до охоронюваної зони лише своїми західними відрогами. В свою чергу, Катунський хребет названий за найбільшою річкою, що протікає ним, — Катунню. Уся південна частина заповідної території витягнута в широтному напрямку уздовж її річища. Північна частина заповідника простягнута в напрямку з південного сходу на південний захід. Територія заповідника обіймає на Катунському хребті частину північного макросхилу в межиріччі Мульти та Іолдо (на південь від річок Поперечна та Карайри), центральну частину південного макросхилу від вододілу річок Озерна і Зайчиха на заході до верхів'їв Верхнього Курагана і Капчала на сході. Крім того, до охоронної зони належить ділянка північного макросхилу хребта Листвяга від річки Борисовка на заході до верхів'їв Катуні на сході.

## Геологія та рельєф

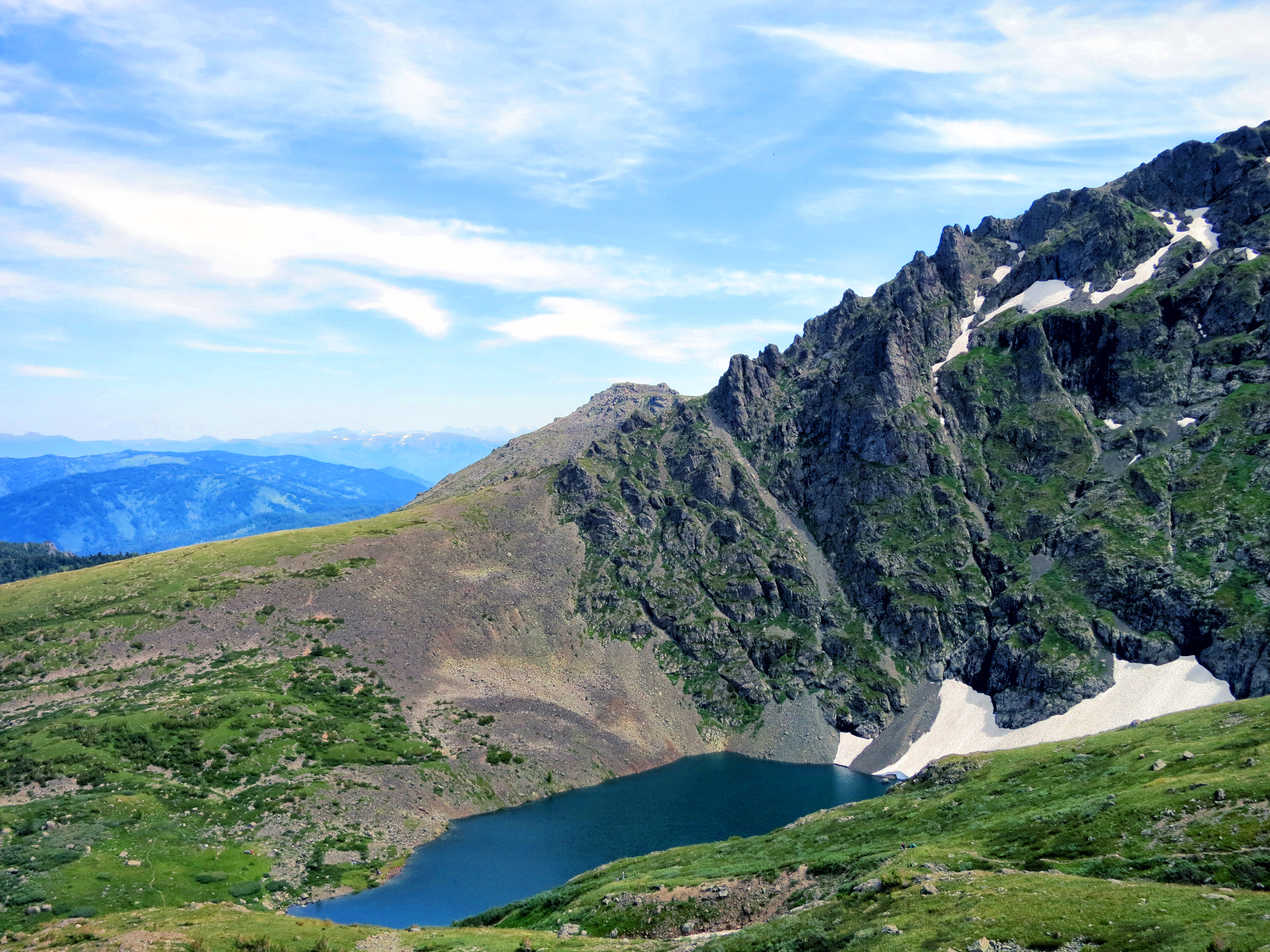
Схили льодовикових цирків часто вкриті голими осипами.

Району заповідника притаманний типово високогірний рельєф: гострі вершини тут височіють над крутими схилами, які повсюдно пересічені вузькими і тісними долинами річок. Широкі міжгірні котловини трапляються нечасто, натомість поширені льодовикові цирки — улоговини, в яких накопичується сніг і фірн, часто в них утворюються й озера. На Катунському хребті існують осяжні зони високогірного заледеніння, тут налічують 390 льодовиків загальною площею 283 км². Вони згруповані в два великих вузли заледеніння: Мультинський зі 148 льодовиками загальною площею близько 80 км² і Бєлухинський зі 169 льодовиками загальною площею 150 км². Найбільші з них — Аккемський (Родзевича), Ієдигемський (Сапожнікова), Великий і Малий Берельський, Катунський (Геблера), Чорний, Кучерлінський (Братів Тронових) — живлять своїми талими водами Катунь, її притоки та численні гірські озера як у самому заповіднику, так і на прилеглих територіях.

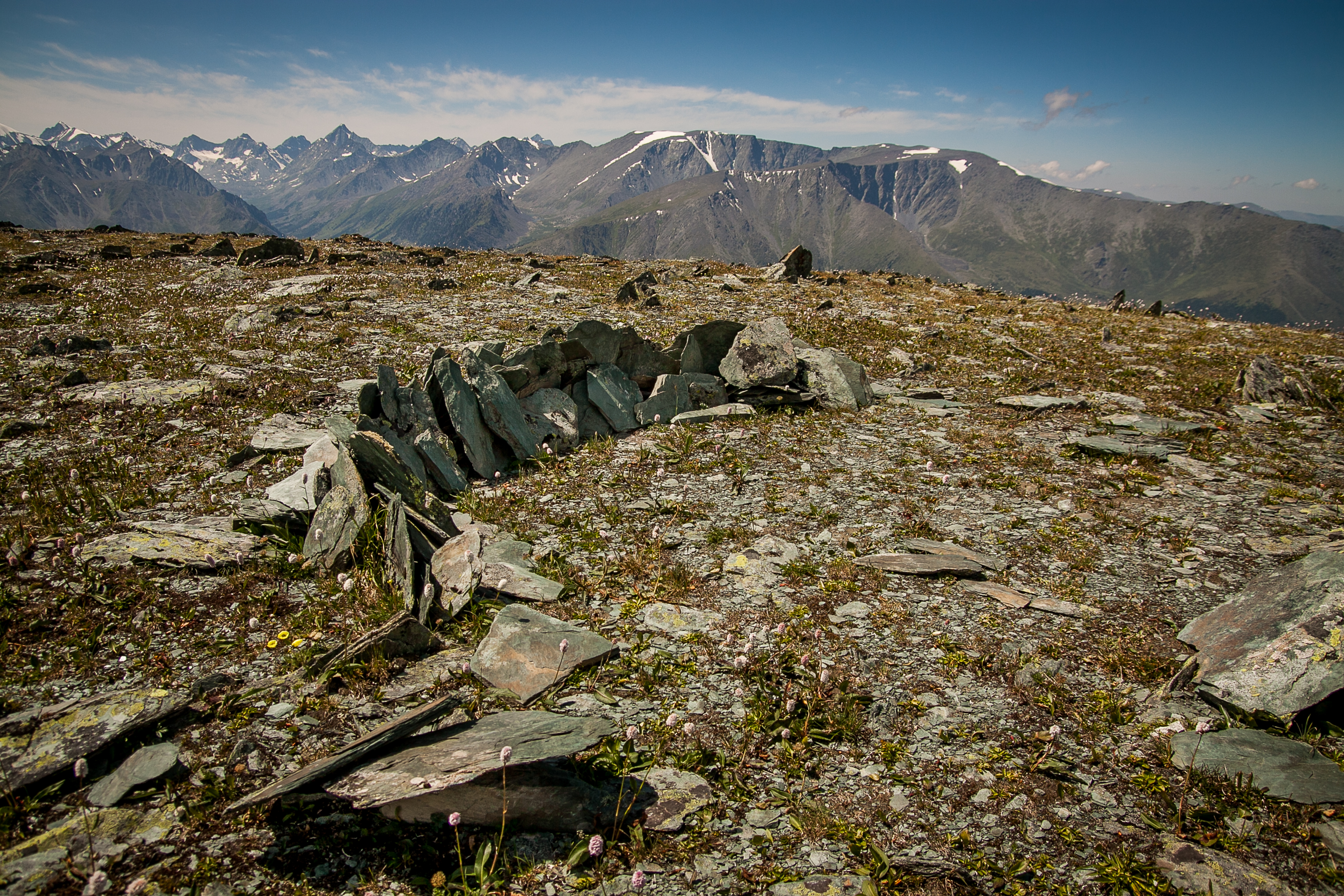
Кам'яниста пустка на вершині.

Давні і сучасні льодовики зіграли вирішальну роль у формуванні місцевого рельєфу. Сліди їхньої діяльності особливо помітні на осьовій частині Катунського хребта, помережаній троговими долинами, карами, цирками і карлінгами. Трогові долини нерідко перетинають моренні вали, складені з обтесаних валунів або гострих уламків скель. На крутих схилах часто трапляються осипи. Крім них Катунському заповіднику притаманні кам'яні річки (по-місцевому «куруми») з щебінчастого або плитнякового матеріалу, який на плоских ділянках перетворюється на дрібнозем. По берегах річок продукти вивітрювання відкладаються здебільшого у вигляді гальки. Ґрунтовий покрив у Катунському заповіднику складений здебільшого гірськими ґрунтами, причому в альпійському поясі вони представлені лише примітивними різновидами.

## Гідрологія

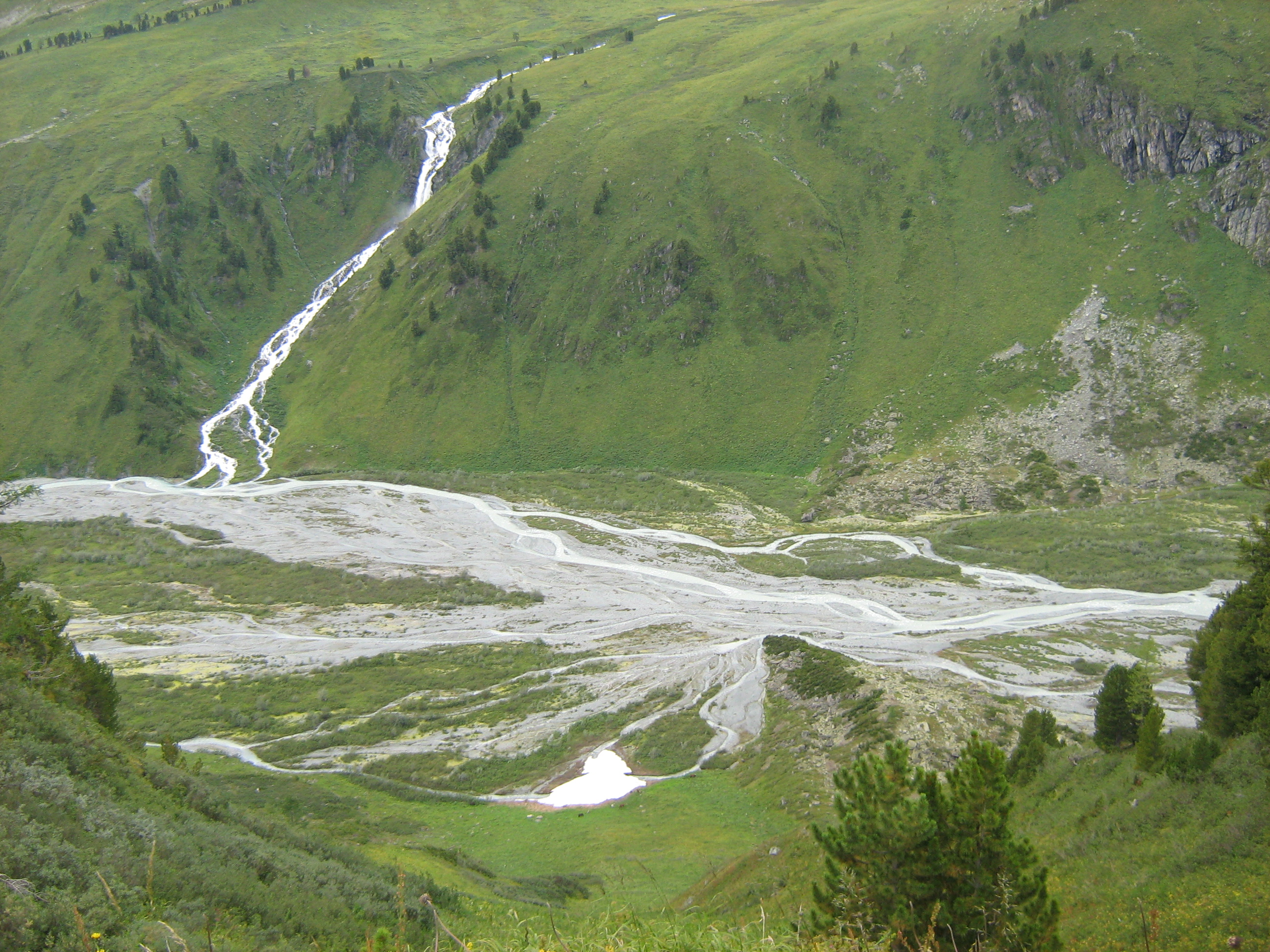
Річка Розсипна з однойменним 35-метровим водоспадом.

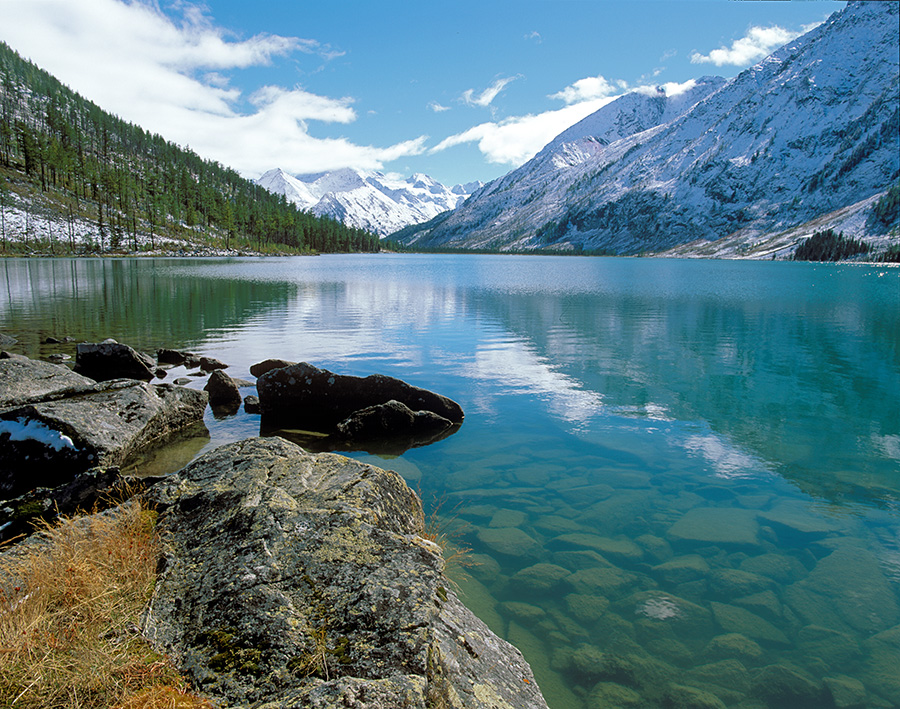
Одне з гірських озер Катунського заповідника.

Гідрографічна мережа Катунського заповідника надзвичайно густа. Її складають струмки, річки та озера, причому всі вони мають специфічний гірський характер. Головна водна артерія заповідника — Катунь, витік якої розташований за його межами, у льодовиках Бєлухи. Беручи початок на схилах цієї гори, Катунь прямує через заповідник у західному напрямку, а вже за межами охоронної зони круто повертає на північ. У своїх верхів'ях вона вбирає чимало дрібних приток, більшість з яких являють собою безіменні струмки або короткі та стрімкі річки. Вже перша притока Катуні — мала річка Розсипна — утворює водоспад заввишки 35 м. Видовищністю цей краєвид перевершує тільки водоспад Текелю заввишки 60 м, розташований на однойменній річці, в прилеглій до заповідника частині парку «Бєлуха». Перетнувши кордон заповідника, Катунь вбирає першу велику притоку — річку Озерну, яка витікає з великого озера Тальмень (Тайменьє озеро).
Це озеро — найбільше в Усть-Коксинському районі й одне з найкрасивіших в Алтайських горах. Воно лежить у західній частині Катунського хребта на висоті 1570 м, простягнувшись з північного сходу на південний захід майже на 5,5 км. Окрім чистоти підживлених льодовиками прозорих вод, Тайменьє озеро вирізняється ще й значною глибиною (74 м). Воно має багаті рибні запаси, звідки і походить його назва (від сибірської риби таймень). Заповідна територія охоплює тільки північно-західний берег цієї водойми. Натомість до охоронюваної зони повністю входять два інших визначних озера — Поперечне і Верхнє Мультинське. Поперечне озеро завглибшки близько 20 м лежить на висоті 1885 м і витягнуте в меридіанальному напрямку трохи менше ніж на 2 км. Його яскрава блакить майже не поступається мальовничості Тальменя. У Поперечному бере початок однойменна річка — права притока Мульти, що впадає в Катунь за межами заповідника. Сама ж Мульта бере початок з Верхнього Мультинського озера, що лежить трохи західніше Поперечного. Воно так само орієнтоване у меридіональному напрямку, однак вирізняється водою зеленкуватого відтінку. Ця водойма утворилась у карі на висоті 1795 м. При відносно невеликій довжині (1425 м) Верхнє Мультинське вирізняється значною глибиною — 47,4 м. Це озеро належить до системи так званих Мультинських озер, яка крім нього включає також Середнє і Нижнє Мультинські озера. Кордон заповідника проходить між Верхнім і Середнім озерами цього каскаду, отже, дві інші водойми до охоронюваної зони не входять. Ще ряд озер на прилеглій території (Аккемське, Кучерлінське) становлять науковий і рекреаційний інтерес, туристи можуть відвідувати їх в рамках туру по Катунському заповіднику. Загалом з 400 озер Катунського хребта в межах заповідної зони лежать 135.
Гідрохімічні дослідження виявили схожі характеристики різних заповідних водойм. Як у річках, так і в озерах вода холодна, здебільшого прозора, багата на кисень і має відносно невисоку мінералізацію. Такі фізико-хімічні властивості роблять її особливо придатною для існування специфічних видів риб, приурочених до гірських холодних регіонів. Водночас, у високогір'ї деякі з озер настільки холодні, що це унеможливлює їхнє зариблення, наприклад, Верхнє Мультинське влітку прогрівається лише до +9°C. У зонах розломів і місцях виходу на поверхню ґрунтових вод подекуди спостерігають перевищення природного радіаційного фону. В деяких водотоках знайдені сліди цезію, селену, брому, скандію, ванадію, хрому, цинку, вольфраму, ртуті, золота (без перевищення гранично допустимих концентрацій). Дуже часто річкова й озерна вода має блакитний колір, причому його відтінки варіюють від небесно-блакитного до насиченого-синього і зеленкуватого. Деякі з гірських річок мають каламутні, сірувато-білі води, що обумовлено інтенсивним виносом делювію. Взагалі течія майже всіх заповідних річок стрімка, а річища навіть нешироких водотоків повноводні. В багатьох місцях їх перетинають водоспади і пороги.
Річище Катуні в межах заповідника

## Флора
Флора Катунського заповідника налічує 672 види вищих рослин, 215 видів мохів, 793 види лишайників і 264 види шапинкових грибів. З них 20 видів вищих рослин, 16 видів лишайників та 7 видів грибів занесені до Червоної книги Росії та Червоної книги Республіки Алтай, тобто в заповіднику зростає 27 % видів рослин, узятих під охорону в республіці. З місцевих рослин 55 видів належать до ендеміків Алтайсько-Саянського регіону. Рослинність заповідника має зональний характер, з 5 поясів Алтайських гір в охоронній зоні представлені лісовий, субальпійський, альпійський та нівальний.
Лісовий пояс розташований на висотах 1300—2000 м. В ньому існують три типи ландшафтів: ліси, гірські луки і степи. Найбільші за площею суцільні лісові масиви знаходяться у протилежних кінцях заповідної зони: один — на північному схилі Катунського хребта у верхів'ях Нижнього Курагана, другий — на північному схилі хребта Листвяга. В центральній частині заповідника лісові масиви фрагментовані, тут їх перетинають осяжні лучні простори. Власне ліси тут розвиваються на північних схилах річкових долин Зайчихи, Тюргеня, Верхнього Курагана, а також на південно-східному березі Тальменя. Завдяки пересіченості з луками ця місцевість подібна до європейського лісостепу. Справжні степи лучного типу представлені невеликими ділянками у західній частині заповідника: в долині Катуні, та її приток — Зайчихи, Тюргеня і Верхнього Курагана. Як правило, вони розвиваються на пологих схилах південної, південно-східної та південно-західної експозиції.

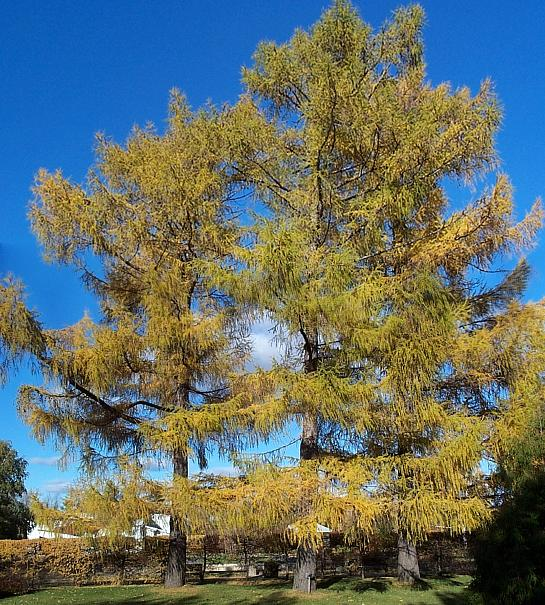
Модрини сибірські в золотавому осінньому вбранні.

Заповідні ліси типологічно належать до тайги і представлені двома різновидами: темнохвойною тайгою, в якій панівними породами дерев виступають ялиця сибірська, сосна сибірська (більш відома під місцевою назвою «сибірський кедр»), ялина сибірська; і світлохвойною тайгою, в якій домінує модрина сибірська — дерево з опадною хвоєю. Домішкою в обох різновидах тайги найчастіше виступає береза повисла. До темнохвойної тайги належать три рослинні асоціації. Перша являє собою березово-ялинові ліси, де в чагарниковому ярусі зростають Lonicera altaica і таволга в'язолиста, а в трав'яному покриві домінують Calamagrostis obtusata і Carex macroura. У нижній частині лісового поясу поширені ялицеві осоково-куничникові ліси. В їхньому підліску крім Lonicera altaica також багато порічок Ribes atropurpureum і малини Rubus sachalinensis. У трав'яному покриві нарівні з Calamagrostis obtusata і Carex macroura звичайні Geranium albiflorum, Myosotis krylovii, Ranunculus grandifolius. Третя рослинна асоціація темнохвойної тайги — це кедрові, ялиново-кедрові або ялицево-кедрові зеленомохові ліси. З чагарників тут переважають Lonicera altaica і ялівець сибірський, а в наземному покриві серед небагатьох трав (Calamagrostis obtusata, Carex macroura, бадану товстолистого, ліннеї північної) домінують брусниця та чорниця. Біля гирла Тюргеня існують ділянки густих модринових насаджень. Незважаючи на те, що виглядають вони як справжні ліси в трав'яному ярусі таких асоціацій крім звичайних представників низькогір'я (Carex macroura, Cerastium pauciflorum, Lathyrus humilis, горошку лучного, рутвиці малої) багато лучних рослин субальпійського й альпійського поясів, а саме: Gentiana grandiflora, Dracocephalum grandiflorum, Rhaponticum carthamoides, Viola altaica. Листяних лісів у Катунському заповіднику мало. Вони представлені невеликими ділянками осичняків на південному схилі Катунського хребта і вторинними березинами на згарищах у верхів'ях Нижнього Кургана.

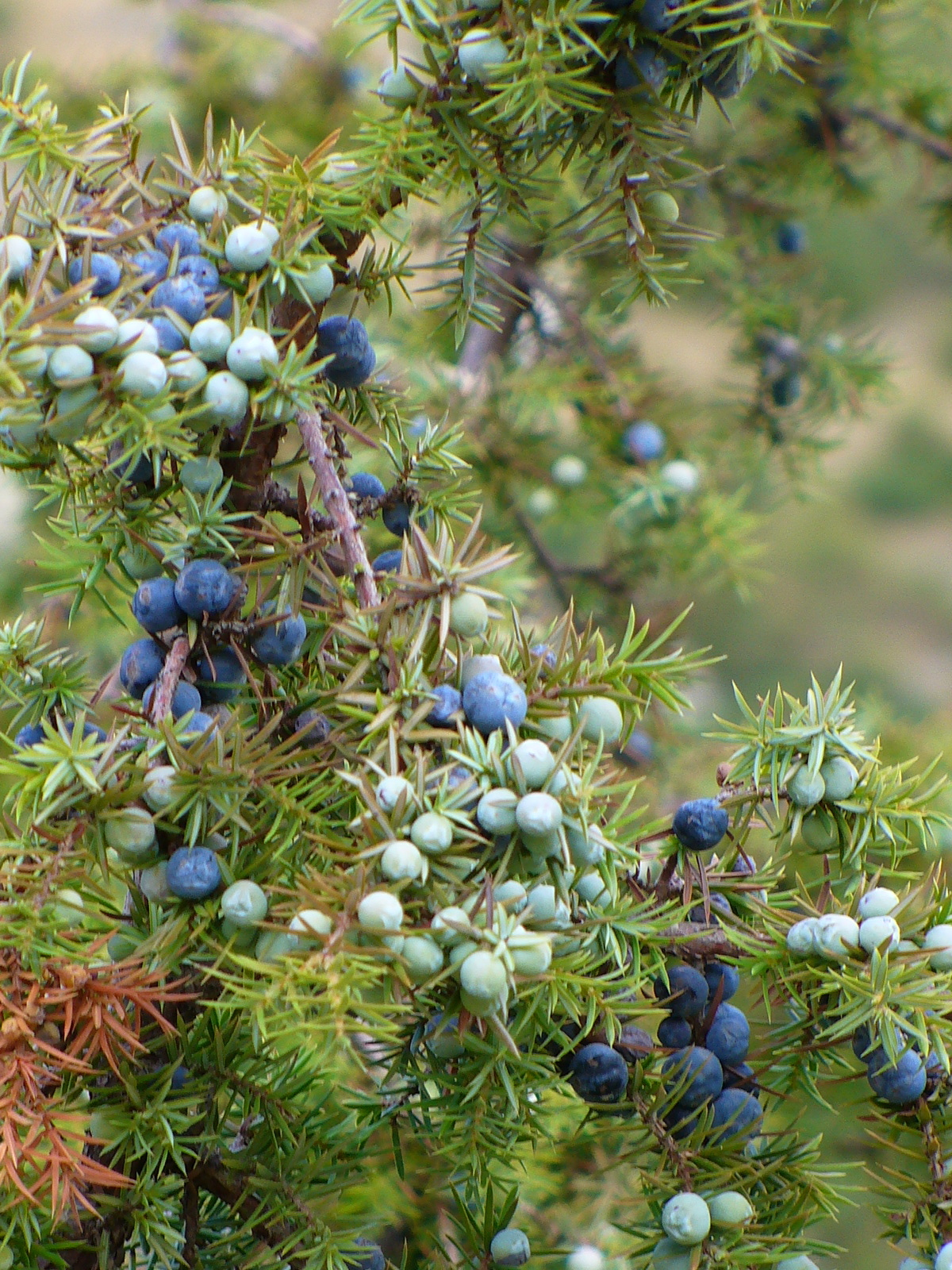
Ялівець сибірський — улюблений чагарник алтайців, який посідає чільне місце в їхній обрядовості.

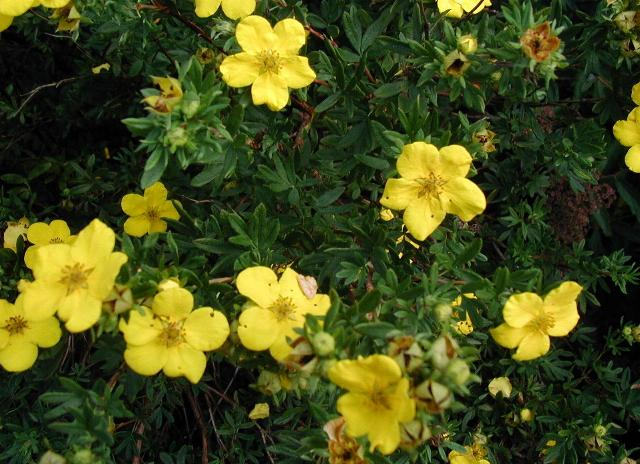
Квітне перстач чагарниковий.

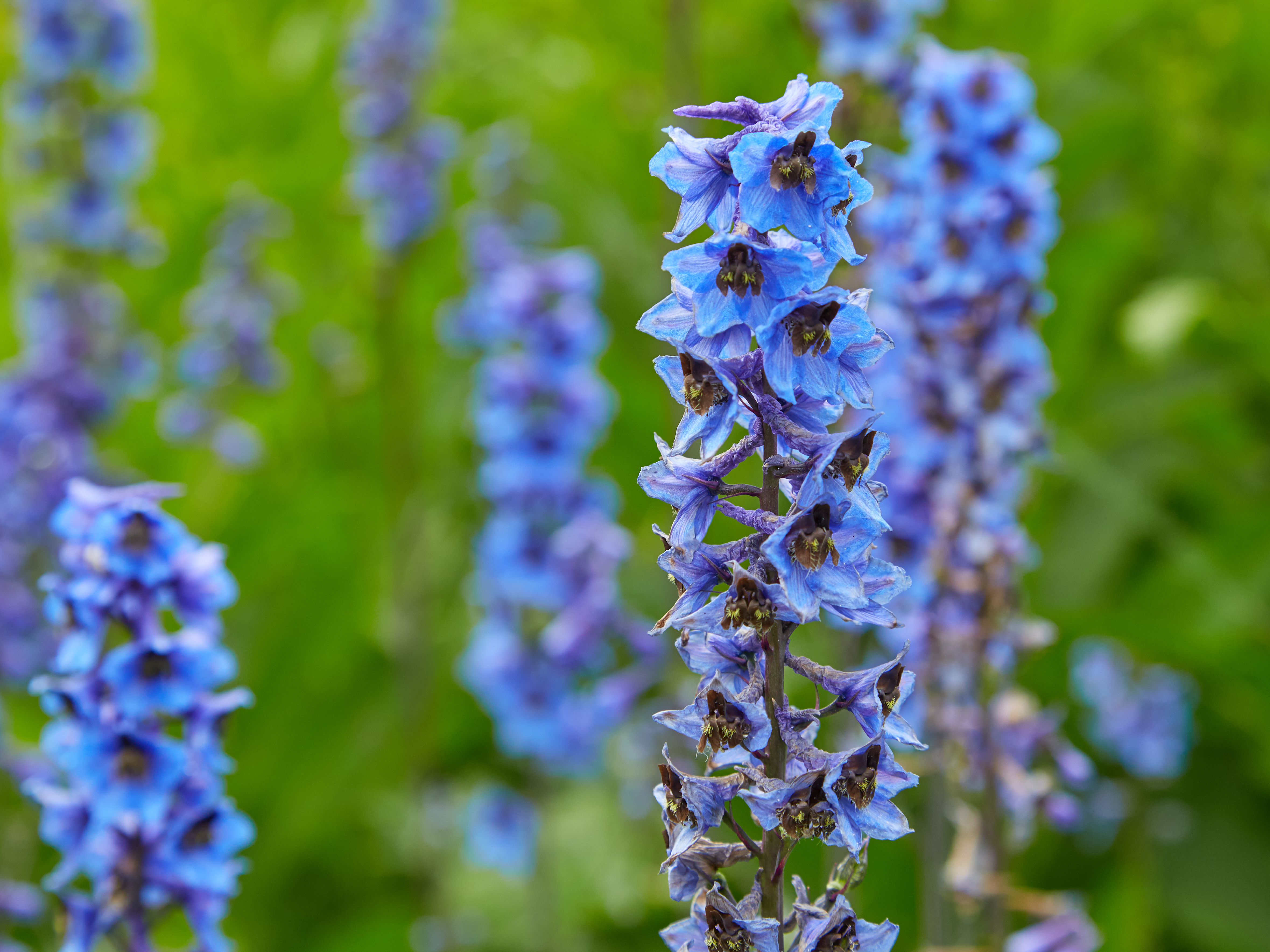
Цар-зілля високе — представник субальпійських лук.

Луки лісового поясу або займають прируслові ділянки, або утворюють суцільні смуги від підніжжя гір до привершинної частини схилів. На бідних ґрунтах розвинуті злаково-низькотравні долинні луки, вони трапляються переважно на галечникових берегах Катуні. Ці ділянки вирізняються високим рівнем інсоляції, малогумусністю, значними річними і добовими перепадами температур. Завдяки цьому в їхньому травостої одночасно присутні лісо-лучні (Euphorbia pilosa, ласкавець довголистий, підмаренник північний), луко-степові (Veronica porphyriana, конюшина люпинова, осока стопоподібна, підмаренник руський) та високогірні (Callianthemum sajanense, Pachypleurum alpinum, Pedicularis compacta) види. Серед цих трав нерідко трапляються бузкові плями котячих лапок звичайних і жовтогарячі кущики перстачу чагарникового. Підвищені річкові тераси і пологі схили зайняті грястицевими луками. Основу травостою тут складають грястиця збірна і великі представники різнотрав'я: Heracleum dissectum, вероніка довголиста, гадючник болотяний, ласкавець довголистий, осот різнолистий. На цих луках також чимало кущів жимолості татарської і таволги середньої. На перезволожених берегах утворились високотравно-куничникові, різнотравно-калюжницеві і щучникові луки. Їхній покрив утворений виключно вологолюбними травами, такими як Archangelica decurrens, Cardamine macrophylla, калюжниця болотяна, незабудька болотяна, щучник дернистий. На пологих ділянках річкових долин формуються невеликі болота, найбільше з яких розташоване в межиріччі Єленчадира і Узун-Карасу. Болота Катунського заповідника належать до осоково-мохового типу. Найчастіше на них можна побачити осоку Carex rhynchophysa, також звичайні Carex sabynensis, осока дерниста, пухівка вузьколиста.
Степи Катунського заповідника належать до дерновиннозлаково-осокових і різнотравно-дерновиннозлаково-осокових. Базовими видами в них виступають Helictotrichon altaicum, кипець гребенястий, ковила пірчаста, осока стопоподібна за широкої участі Iris ruthenica, костриці валіської, куничника звичайного. Катунським степам притаманна велика частка петрофітів (каменелюбних рослин), серед яких найчастіше трапляються Allium nutans, Aizopsis hybrida, Orostachys spinosa, Seseli buchtormense. На окремих ділянках у трав'яному покриві можуть домінувати рідкісні Allium altaicum або Sibiraea laevigata. Ряд степових видів знаходяться у заповіднику на східній межі своїх ареалів. Це Allium tulipifolium, Euphorbia macrorhiza, Ferula songarica. Останнім типом рослинності у лісовому поясі є чагарники. Їхні зарості мають різний флористичний склад в залежності від місця розташування. У західній частині заповідника переважають зарості жимолості татарської, таволги звіробоєлистої та середньої, шипшини найколючішої серед яких зростають деякі степові трави (Artemisia sericea, Ferula songarica, материнка звичайна, собача кропива сизувата). У заплаві Катуні та її приток чагарникові зарості виглядають вже зовсім інакше: тут їх формують виключно верба лозова і Salix saposhnikovii. На верхніх терасах Катуні, а також навколо високогірних озер утворюються «єрники», що своїм флористичним складом нагадують чагарникову тундру. В них зростають переважно невисокі кущисті берези Betula rotundifolia і Betula fruticosa.
В субальпійському поясі Катунського заповідника представлені специфічні різновиди, лісової, лучної та чагарникової рослинності. Субальпійські модринові ліси належать до паркового типу, тобто мають розріджений деревостан. В них основу високого і густого травостою складає Saussurea latifolia, а її співдомінантами виступають Aconitum leucostomum, Calamagrostis langsdorffii, Phlomoides alpina, Rhaponticum carthamoides, осот різнолистий, чемериця зеленоцвіта. В трав'яному покриві таких лісів виражений ярус низеньких трав, в якому переважають Anthoxanthum alpinum, Dracocephalum grandiflorum, Potentilla asiatica. За флористичним складом трав'яного покриву до них наближені кедрово-модринові ліси. Деревний ярус в них дуже розріджений, причому разом із модриною його створюють сосни сибірські. Біля верхньої межі лісового поясу в таких рідколіссях виражений чагарниковий ярус із низеньких берізок Betula rotundifolia з вкрапленнями Lonicera altaica і Salix glauca. На тіньовому боці схилів розвинуті високотравні субальпійські луки, де панують Aconitum leucostomum, Alfredia cernua, Cirsium helenioides, Heracleum dissectum, Saussurea latifolia, цар-зілля високе, чемериця зеленоцвіта, а під їхнім покривом ховаються гарноквітучі Cerastium davuricum, Geranium albiflorum, Ranunculus grandifolius. У річкових долинах серед цих трав починають домінувати Betula rotundifolia і Salix glauca, які утворюють субальпійські чагарі, а на перезволожених ділянках кущі витісняють вологолюбні Cardamine macrophylla, Macropodium nivale, калюжниця болотяна, оливник рожевий.

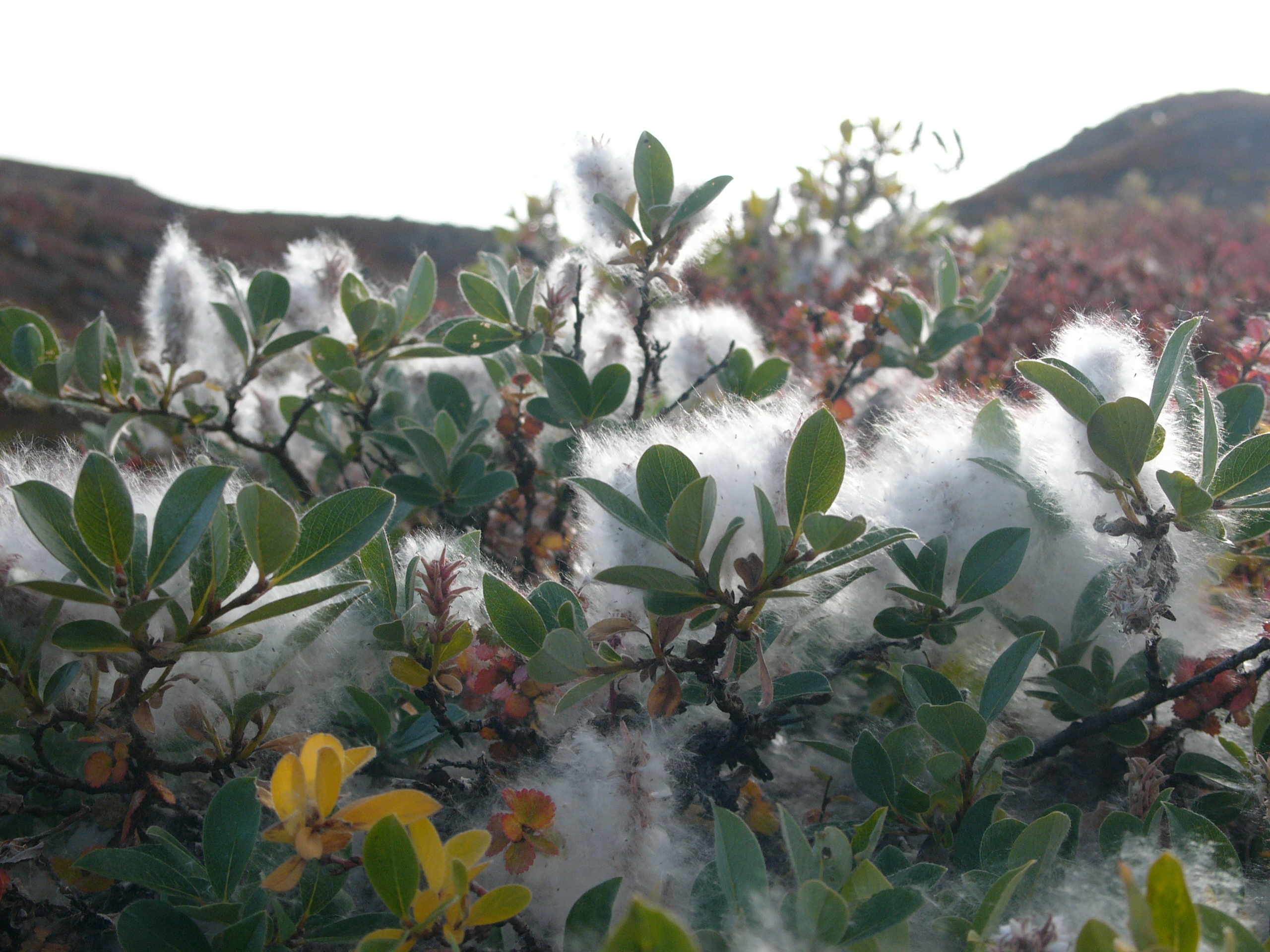
У тундрі плодоносить Salix glauca.

Альпійський пояс Катунського заповідник включає такі типи рослинності як альпійські луки, гірські тундри, болотяні та високогірні петрофітні рослинні угруповання. Альпійські луки разом із високотравними субальпійськими формують загальний вигляд заповідного високогір'я. З чагарників на них трапляються лише поодинокі особини Betula rotundifolia і Salix glauca, а серед трав'яних рослин на різних ділянках домінують то Aquilegia glandulosa, то Dracocephalum grandiflorum. Також в цьому біотопі розповсюджені Anthoxanthum alpinum, Carex aterrima, Hedysarum austrosibiricum, Schulzia crinita, гірчак зміїний, з гарноквітучих рослин найбільш помітні Gentiana grandiflora, Ranunculus altaicus, Viola altaica. На південних схилах альпійські луки формують більш посухостійкі види, такі як костриця Festuca kryloviana, осоки вічнозелена, скельна, Carex ledebouriana. Звичайними домішками до них виступають представники різнотрав'я: Dracocephalum grandiflorum, Hedysarum austrosibiricum, Oxytropis alpina, гірчак зміїний, котячі лапки. У льодовикових цирках, там, де сніг тане найдовше, на альпійських луках превалює Ranunculus altaicus з домішкою Sibbaldia procumbens і роговиці тристовпчикової. На найбільш непридатних для розвитку рослин ділянках, таких як осипи і пологі кам'янисті схили, формуються своєрідні луки-пустки. На них превалюють бадан товстолистий, котячі лапки і чорниця, а домішками виступають або теплолюбні види (Erigeron altaicus, Hieracium korshinskyi, Scorzonera radiata, Thesium repens), або каменелюбні рослини (Salix berberifolia, Silene graminifolia, Thymus altaicus, зелениця альпійська). Найвищі ділянки альпійського поясу на північному схилі хребта Листвяга займають чагарникові тундри. В них з деревних рослин присутні тільки карликові (20—100 см заввишки) Betula rotundifolia і Salix glauca, зрідка у найтепліших улоговинах до них додаються поодинокі кущі Lonicera altaica і пригнічені сосни сибірські. Останні здебільшого утворюють так звану «спідничну форму», в якої вершина всихає, а нижні гілки розростаються вшир. Наземний покрив тут майже не містить трав, натомість у ньому багато мохів і лишайників, серед яких трапляються чорниця і брусниця. Зовсім невеликі площі на плоских кам'янистих вершинах зайняті дріадовою тундрою. Основу наземного покриву тут складає Dryas oxyodonta у співтоваристві з Gentiana algida, Minuartia biflora, гірчаком живородним тощо. Замкнуті улоговини у високогір'ї перетворюються на болота, відмінні від заболочених прирічкових долин. В різних подах тут можуть домінувати або осоки (Carex altaica, Carex paupercula), або цибуля-трибулька, або пухівка вузьколиста.

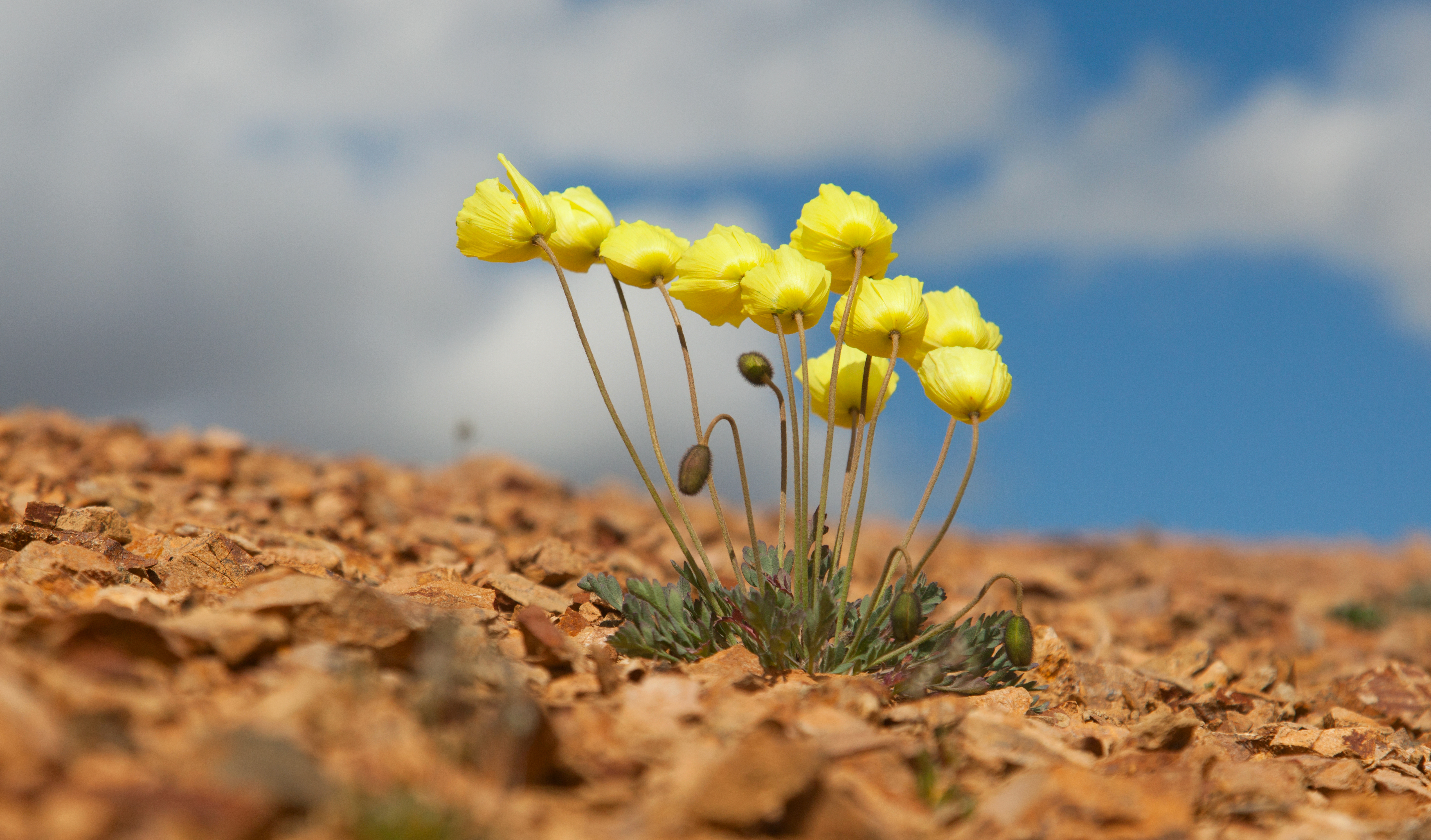
Маки Papaver pseudocanescens в алтайському високогір'ї.

Ще одним специфічним середовищем є осипи та кам'яні річки. Серед розсипів каміння в низькогір'ї трапляються здебільшого ягідні чагарники Lonicera altaica, Ribes altissimum, Rubus matsumuranus, смородина чорна, а у високогірній частині їх заміщують невибагливі Salix sajanensis, Lonicera hispida, Ribes graveolens. З трав'янистих рослин тут змогли закріпитися тільки Calamagrostis langsdorffii, Dryopteris fragrans, Pyrethrum krylovianum, бадан товстолистий. На пологих ділянках «курумів» утворюються баданові пустки, для яких крім бадану і чорниці характерні Cotoneaster uniflorus, Hieracium korshinskyi тощо. Нівальний пояс у Катунському заповіднику включає лише найвищі вершини, чиї скелі, морена й осипи зайняті піонерними угрупованнями з Cerastium lithospermifolium, Draba fladnizensis, Gastrolychnis apetala, Papaver pseudocanescens, Rhodiola coccinea.
Серед описаних вище рослин чимало ендемічних і червонокнижних, однак більшість раритетів не належать до панівних видів. Отже окремої згадки заслуговують рослини, зазначені у Червоній книзі Республіки Алтай (Fritillaria verticillata, Hedysarum theinum, Rhodiola gelida, Sibiraea laevigata, зозульки Фукса тощо) і в Червоній книзі Росії (Aconitum decipiens, Allium altaicum, Erythronium sibiricum, Gymnospermium altaicum, Paeonia hybrida, ковила пірчаста тощо). Дуже уразливі перед змінами середовища і коливаннями чисельності ендеміки Алтайсько-Саянського регіону: Allium ledebourianum, Euphorbia macrorhiza, Ligularia altaica, Saussurea frolowii та багато інших. 2009 року в Катунському заповіднику описали новий для науки вид лишайників Rhizocarpon altaicum Dobrysh & Davydov sp. Nova.
Охоронювані рослини Катунського заповідника

## Фауна
Фауна заповідника включає ссавців 59 видів, птахів — 181, плазунів — 3, земноводних — 2, риб — 8 видів, з числа яких 2 види ссавців, 25 видів птахів, 1 вид риб та 4 види комах включені до Червоної книги Росії та Червоної книги Республіки Алтай, що становить 18 % від усіх видів тварин, взятих під охорону в республіці. Тваринний світ Катунського заповідника представлений гірським і європейсько-західносибірським фауністичними комплексами, представників гірського центрально-азійського комплексу в ньому немає, оскільки високий сніговий покрив утруднює їх проникнення з півдня.
Серед комахоїдних у заповіднику переважають бурозубі землерийки (Sorex roboratus, Sorex isodon, Sorex tundrensis, мідиці звичайна, середня і мала), які дуже чисельні в кедрово-модринових і модринових лісах. На берегах струмків поширена рясоніжка велика. Крім них у хвойних лісах і тундрі відмічений кріт сибірський. З кажанів у лісах усіх типів — від темнохвойної тайги до мішаних — розповсюджені лилики двоколірні.

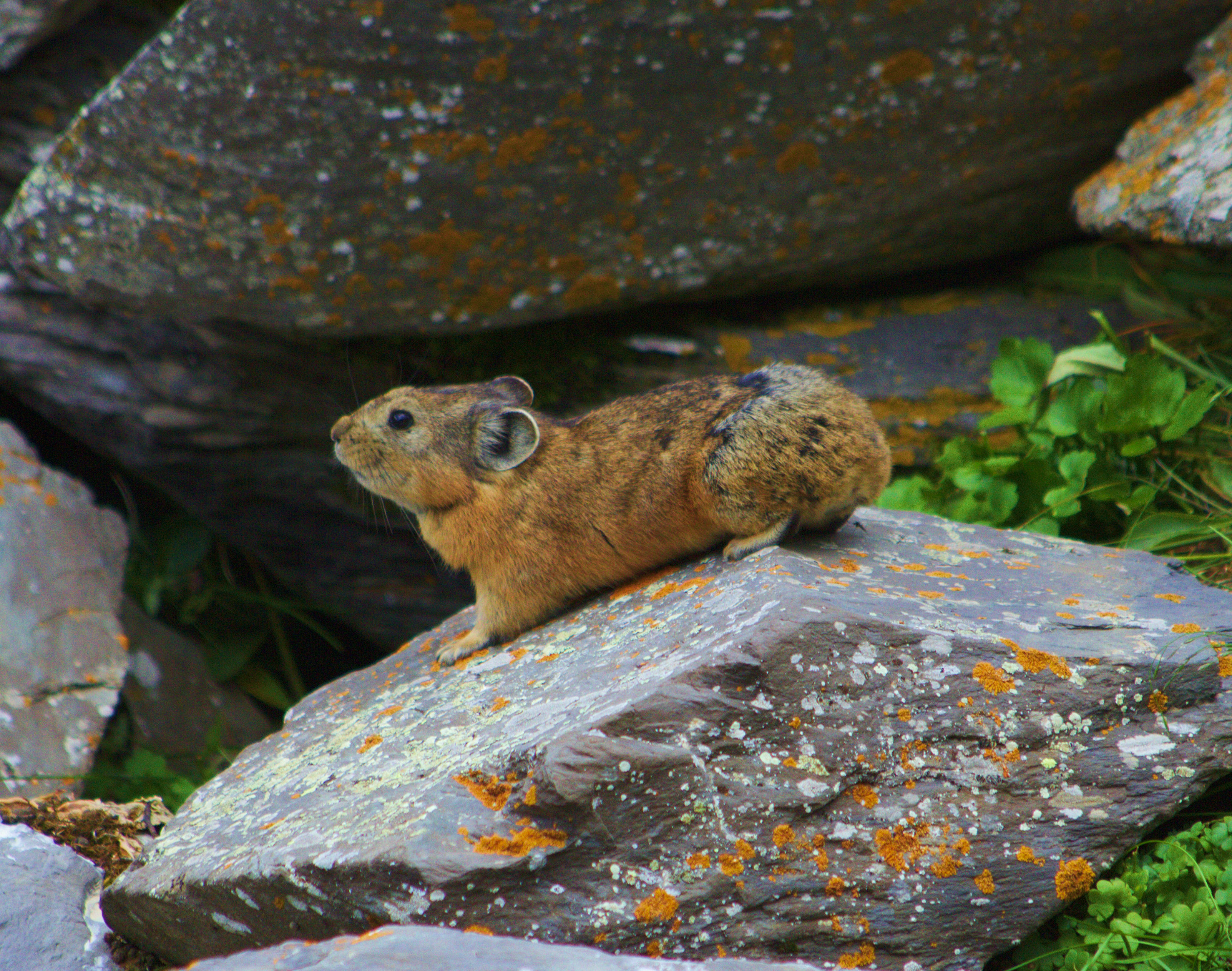
Типовий мешканець заповідного високогір'я — пискуха альпійська. На зиму ці тварини заготовляють траву, складаючи її в маленькі копиці.

Зайцеподібні представлені зайцем білим і пискухою альпійською. Обидва види звичайні, але пискуха менш чисельна, оскільки її оселища зосереджені у кам'янистій тундрі, на розсипах каміння серед лук і лісів, тобто в біотопах, як у заповіднику займають невеликі площі. Натомість зайці трапляються по всій території, їх можна зустріти від темнохвойної тайги лісового поясу до високогірної тундри. Як і повсюди в Сибіру, в Катунському заповіднику багато представлені гризуни. Більша їх частина (як у розумінні видового різноманіття, так і в чисельному вираженні) приурочена до хвойних лісів. Фоновими видами у тайзі різних типів можна вважати мишака уральського, полівок звичайну і Myodes rufocanus, а також мишівок лісову та ендемічну для Алтаю Sicista napaea. Дещо відмінний склад гризунів у модринових і кедрово-модринових рідколіссях, де дуже чисельні Myodes rutilus і підземний гризун Myospalax myospalax, звичайні Apodemus peninsulae, полівка північна, шапарка сибірська. Перелік лісових мешканців завершують деревні гризуни бурундук сибірський і вивірка звичайна, представлена у заповіднику алтайським підвидом з темним літнім хутром. Ці гризуни відмічені у всіх типах хвойних лісів і в усіх стаціях є звичайними, навіть масовими. Деякі з лісових гризунів (Apodemus peninsulae, Myodes rutilus, Myospalax myospalax), а також полівки великовухі освоїли також тундри. Крім того, у високогір'ї знайдений ще один цінний представник алтайської фауни — бабак сірий. Ще один специфічний гризун, щур водяний, приурочений виключно до берегів гірських водотоків, у заповіднику його популяція мала.

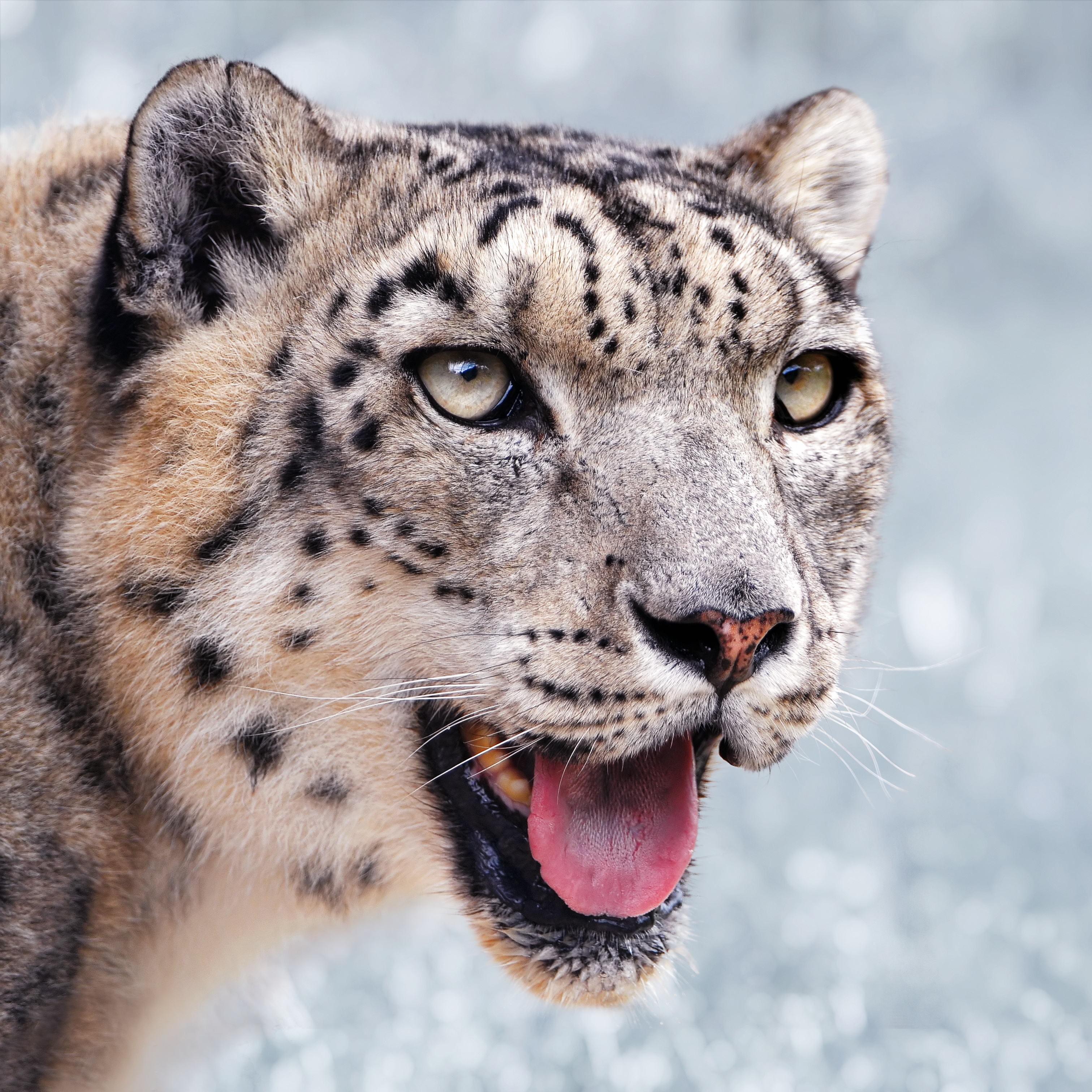
Сніговий барс зображений на емблемі Катунського заповідника.

Велика кількість дрібних гризунів створює в Катунському заповіднику широку кормову базу для невеликих лісових хижаків, перш за все, куницевих. З цієї родини найбільш чисельний соболь, причому його популяція в заповіднику залишається стабільною навіть попри інтенсивне полювання на навколишніх територіях. Менш чисельні, але типові для заповідних лісів ласиця мала, горностай, мустела алтайська. Означені види також трапляються у тундрі, куди заходять на полювання. Нечисельні на Катунському хребті борсук, тхір степовий, приурочений до степових ділянок і рідколісь, та інвазійний візон річковий, одиничні особини якого трапляються по берегах водойм. Дуже непокоїть науковців стан видри річкової, чиї поодинокі особини лише зрідка навідуються до гирла Зайчихи. Хутро цього звіра часто використовують в традиційних головних уборах, тому в Республіці Алтай він занесений до Червоної книги і знаходиться на межі винищення. З великих хижаків для Катунського заповідника типові лисиця, вовк і росомаха. Їхні популяції стабільні і розосереджені по всій охоронюваній території. Доволі багато в охоронній зоні ведмедів бурих, які мешкають у лісах, але на годівлю люблять виходити до ягідних угідь в тундрі. Не виходять за межі лісів украй нечисельні рисі, представлені одиничними особинами. Перелік хижих звірів завершує справжній раритет Катунського заповідника — сніговий барс. У заповідній зоні немає сталих оселищ цього виду, одна великі кішки зрідка навідуються сюди під час полювання. Заповідна територія вкрай важлива для збереження цього виду не тільки як потенційне місце розселення, але і як прихисток для нечисельних гірських копитних, які становлять кормову базу барса.

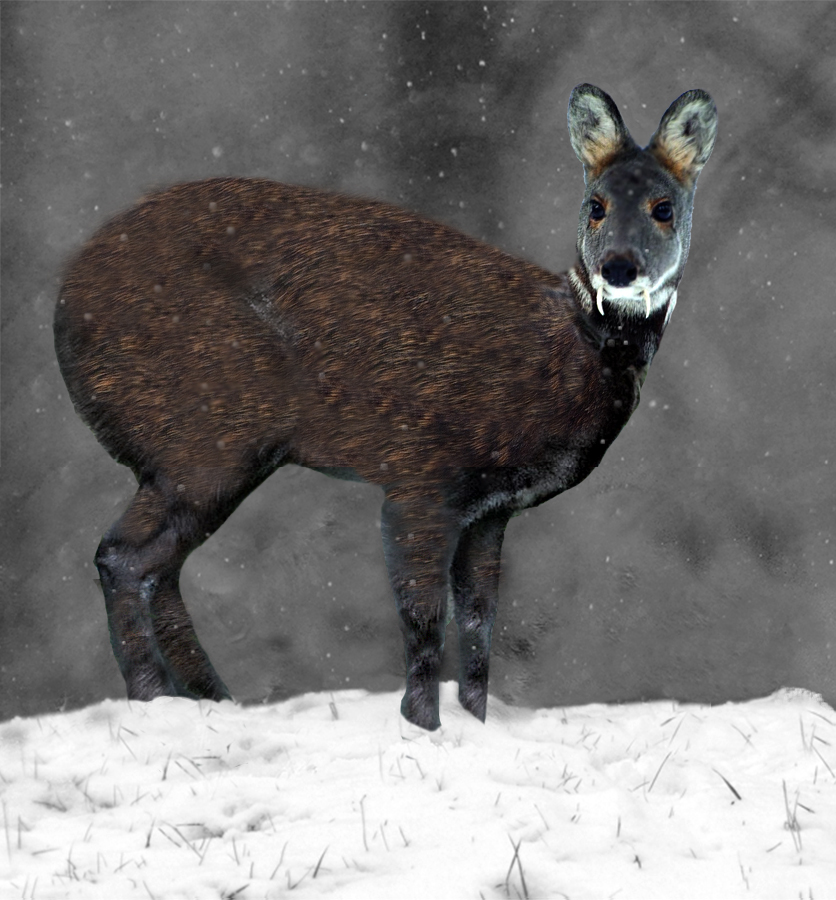
Самець сибірської кабарги. Ці олені виділяють мускус, заради якого їх винищують.

Копитні у Катунському заповіднику доволі різноманітні (6 видів), однак їхня репрезентативність неоднорідна. По-справжньому добрим можна назвати стан лише двох видів — оленя благородного, представленого у заповіднику сибірським підвидом, так званим маралом, і сарни азійської. Обидва звіра звичайні в лісах, а на годівлю можуть виходити на луки і наближатися до людських поселень. Вони становлять основну здобич вовків. Відносно чисельний у заповіднику лось (10 особин), враховуючи великий розмір цього копитного, густину його популяції можна вважати задовільною. Кабан навідується до охоронної зони зрідка, оскільки тут мало придатних для нього біотопів. Типово лісовим мешканцем прийнято вважати червонокнижну кабаргу сибірську, однак вона віддає перевагу лише специфічним типам угідь — хвойним лісам з щедрим врожаєм лишайників, особливо, масивам біля скель. У заповіднику цей вид рідкісний не тільки через ценотичну вибірковість, але й тому, що потерпає від браконьєрського полювання під час міграцій навколишніми територіями. Ці ж причини стримують ріст чисельності козла сибірського, якого у заповіднику вкрай рідко спостерігали у кам'янистих тундрах високогірь.
За неповними даними, у Катунському заповіднику 80 видів птахів гніздові, 38 — осілі, 7 — зимуючі, 3 — пролітні, 7 — залітні, 20 видів занесені до Червоної книги Республіки Алтай, 10 — до Червоної книги Росії. За видовим різноманіттям і чисельністю пернатого населення найбагатшими у заповіднику виявились кедрово-модринові рідколісся. Фоновими видами тут виступають Phylloscopus fuscatus, Phoenicurus erythronotus, Poecile cinctus, вівчарик-ковалик, вівчарики лісовий і зелений, гаїчка-пухляк, горіхівка, синьошийка, щеврик лісовий. Крім них звичайні Luscinia calliope, кукша тайгова, орябок, смеречник, нечисельні глушець, дятел трипалий, кропив'янка садова, крук, синиця довгохвоста, снігур сірий, тетерук. Взимку в кедрово-модринових лісах стають помітнішими зграйки підкоришників звичайних, повзиків, шишкарів, о цій порі до рідколісь спускаються куріпки білі, які влітку гніздуються у тундрі і високогірних луках. Цей видовий комплекс в загальних рисах і в такому ж співвідношенні видів зберігається і в лісах інших типів, хоча там можуть з'являтись птахи з обмеженим розповсюдженням. Наприклад, у темнохвойній тайзі звичайні жовна чорна і тинівка чорногорла, у чистих модринових лісах — Motacilla personata, Turdus ruficollis, горихвістка чорна, плиска гірська, у мішаних лісах — сойка. З хижих птахів тайзі притаманний яструб великий, менш чисельні яструб малий, сова вухата, сич волохатий, доволі рідкісні лісові кулики слукви.

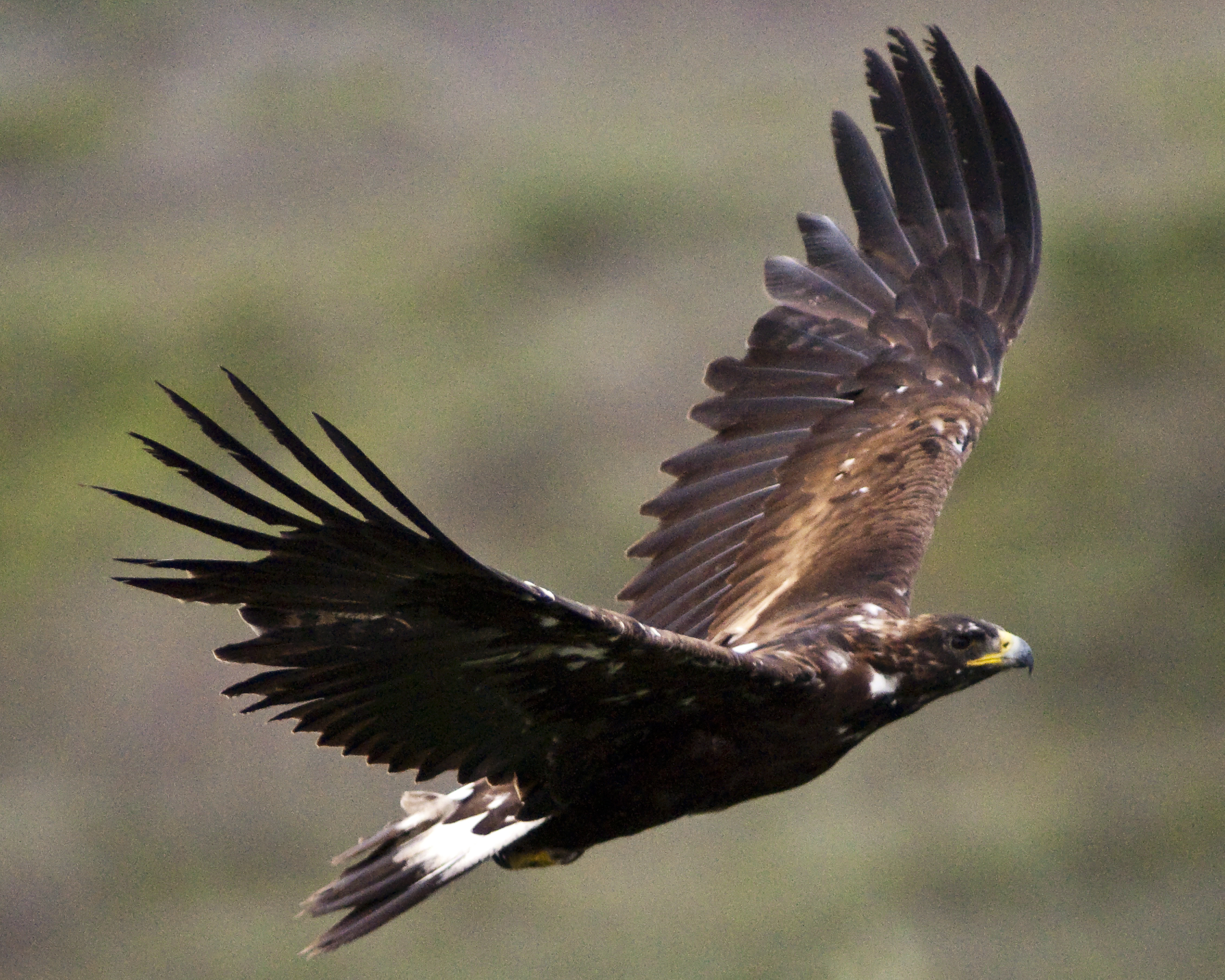
Беркут — найбільший пернатий хижак заповідника.

У модринових рідколіссях присутній ряд птахів (боривітер звичайний, канюк звичайний, одуд), які тут лише гніздуються, а на пошуки корму воліють відлітати у вище розташовані гірські луки. На самих же луках оселяються переважно горобцеподібні пернаті, такі як галка альпійська, кам'янка звичайна, тинівка гімалайська, трав'янка європейська, щеврик гірський. Крім них тут добре представлені курячі птахи (куріпки біла й полярна, перепілка звичайна). Рідкісними гостями на цих просторах бувають Gallinago solitaria, ворона чорна, деркач, коловодник лісовий, лунь польовий. Гірські тундри мають доволі пістряве пташине населення, яке складається з лучних видів (коловодник лісовий, трав'янка європейська, щеврик гірський) і деяких лісових птахів (Phylloscopus fuscatus, вівчарик лісовий, плиска гірська, синьошийка, тинівка чорногорла). Абсолютний рекордсмен чагарникової тундри за чисельністю — куріпка біла. Щільність її популяцій у заростях карликових верб і беріз взимку зростає у десятки разів. Натомість куріпка полярна хоча і звичайна у цій місцевості, але здебільшого тримається кам'янистої тундри. На оголених вершинах її співмешканцями виступають лише декілька невибагливих дрібних птахів, таких як Leucosticte nemoricola, галка альпійська, горихвістка чорна, тинівка гімалайська. Нечисельні, але характерні мешканці кам'янистих заповідних високогірь — червонокнижні улари алтайські. Ці родичі куріпок дуже обережні і рідко потрапляють на очі. У нівальному поясі, тобто при самому краї льодовиків, осілих пернатих немає, з нижче розташованих кормових угідь сюди зрідка залітають Leucosticte nemoricola, галка альпійська, тинівка гімалайська. Слід зазначити, що для катунського високогір'я характерний набір пернатих, які трапляються у всіх відкритих біотопах незалежно від їхньої поясності. До таких належать беркут, боривітер звичайний, крук, скопа.
Особливі риси притаманні водному орнітокомплексу. На берегах заповідних водойм з перелічених вище птахів звичайні хіба що Motacilla personata, коловодник лісовий і плиска гірська. Нарівні з ними чисельні крех великий і набережник, рідше відмічали гоголя, крижня, пронурка, чирянку малу. Під час прольотів у заповіднику зупиняються зграї Melanitta deglandi, нерознів, свищів, чирянок великих. Нарівні з цими нетиповими для гір видами до Катунського заповідника залітали такі рідкісні пернаті як коструба арчева, баклан великий, гриф чорний, журавель сірий, лунь степовий, підорлик великий, хрустан, ягнятник. Крім залітної скопи і осілого беркута, згаданих вище, на Катунському хребті гніздуються взяті під охорону гагара чорношия, гуменник, лелека чорний, пугач, чечевиця велика.
Дрібні птахи Катунського заповідника
Герпетофауна Катунського заповідника вкрай бідна, оскільки глибоке промерзання ґрунту, коротке літо, холодні води і стрімка течія річок не сприяють відтворенню плазунів і земноводних. Плазуни представлені в охоронній зоні лише двома видами змій (гадюкою звичайною, щитомордником звичайним) і найбільш холодолюбним з усіх видів ящірок — ящіркою живородною. З числа земноводних у заповіднику мешкають тільки жаба гостроморда і ропуха зелена. Доволі одноманітне також рибне населення водойм, адже в іхтіофауні природоохоронної установи налічують тільки 8 видів. Їхній територіальний розподіл залежить від гідрологічних особливостей водойм, а густина популяцій корелює з господарським значенням. Отже найбільш різноманітний видовий набір риб у Катуні та її найбільших притоках, де знайдені усі 8 видів: Brachymystax tumensis («ускуч»), бабець сибірський, мересниця річкова, минь річковий, пічкур сибірський, палія сибірська, таймень звичайний, харіус сибірський. З них дуже чисельний у Катуні тільки харіус. У верхів'ях річок Кріпка, Мульта, Проїздна Мульта, Собача, а також у Мультинських озерах і озері Тальмень присутні лише бабець, палія і харіус, однак в Тальмень з річок заходить також минь. Що ж стосується деяких льодовикових озер у високогір'ях, то в них через наднизьку температуру води риба не живе взагалі. Нормальною у Катунському заповіднику можна вважати лише чисельність непромислових риб (бабця, мересниці, палії), відносно в доброму стані залишається популяція найменш цінного з промислових риб миня. Густина популяцій промислових видів (тайменя, харіуса, ускуча) далека від оптимальної і має сталу тенденцію до зниження, що пов'язане з надмірною риболовлею на навколишніх територіях, яка часто виливається у браконьєрство.

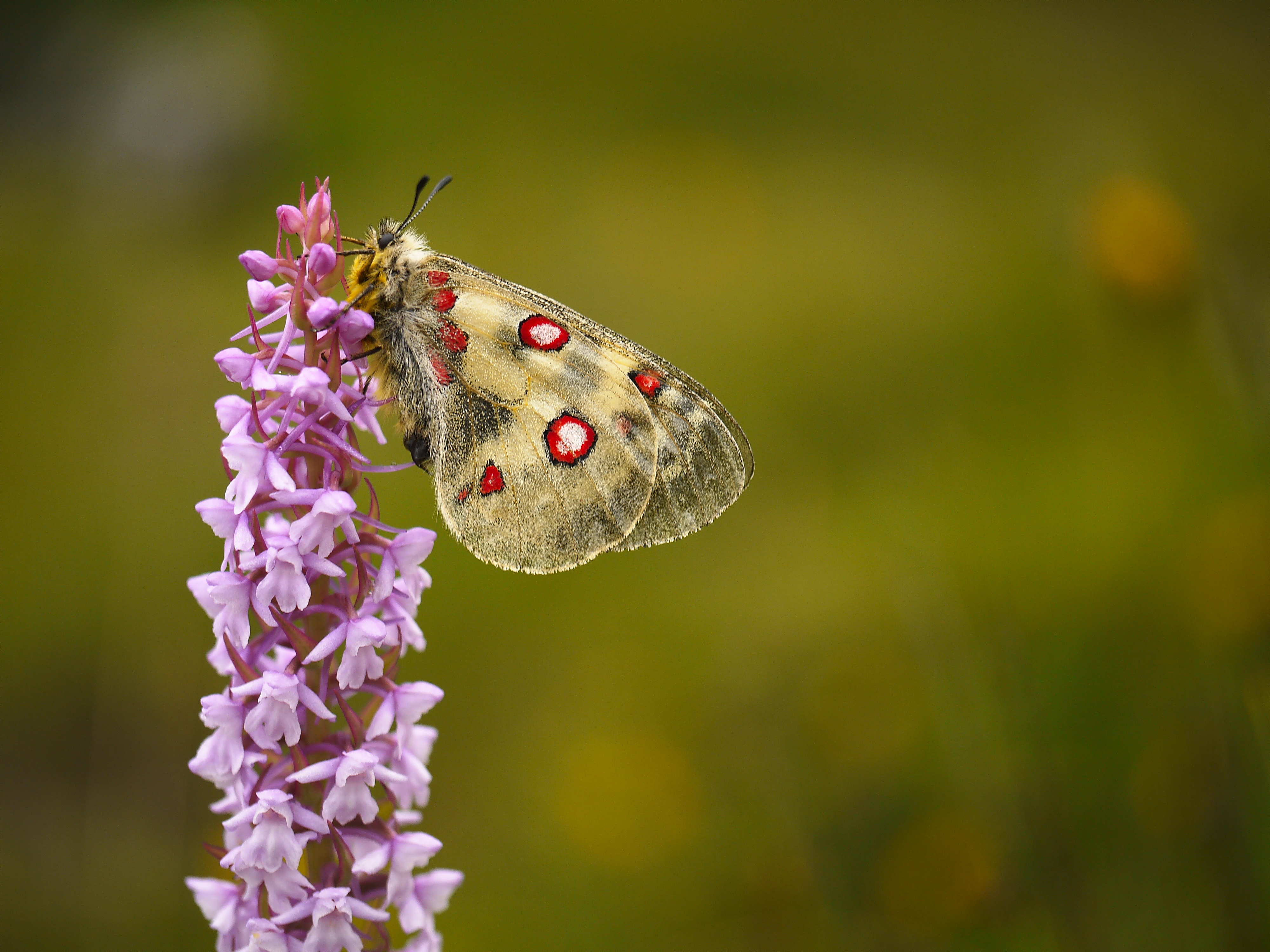
Parnassius phoebus — близький родич звичайного аполлона.

Фауна безхребетних Катунського заповідника досліджена фрагментарно. Найбільше увагу науковців на цих теренах привернули лускокрилі, і не тільки тому, що вони найбільш помітні, а ще й тому, що високогір'я належать до кормових угідь дуже рідкісних видів. Зі 119 видів так званих булавовусих метеликів 5 занесені до Червоної книги Росії: Driopa clarius, Driopa eversmanni, Erebia kindermanni (на межі знищення), Parnassius phoebus, аполлон. Також охоронних заходів потребують більш чисельні Erebia Kefersteini і косатець махаон. Серед інших груп комах описано 47 видів клопів, 10 видів мурах, 3 види дощових червів. У зоопланктоні озер виявлено 20 видів мікроскопічних тваринних організмів.

## Стан екосистем
Алтайських регіон заселений людьми з давніх часів, однак протягом усієї історії густина населення в околицях Катунського хребта була дуже невисокою. Традиційне природокористування на цих землях зводилось до випасання худоби на високогірних луках. Враховуючи незначну чисельність стад, воно не завдавало шкоди екосистемам. Також через сильну пересіченість рельєфу і відсутність розвинутої транспортної інфраструктури заповідним лісам вдалося уникнути вирубування. Шкідливий вплив людської діяльності став даватися взнаки з XIX сторіччя, коли у тайзі стали масово полювати на дичину, а у водоймах рибалити на ускуча, тайменя і харіуса. Це зменшило рибні запаси, скоротило популяцію оленя, значною мірою підірвало відтворення таких цінних хутрових звірів як соболь і видра. З 1990-х років значно виріс попит на мускус, який виділяє кабарга, тому винищення цих тварин набуло катастрофічного масштабу: в порівнянні з 1980-ми роками їхня і тоді вже не надто велика чисельність скоротилась у 5—6 разів.

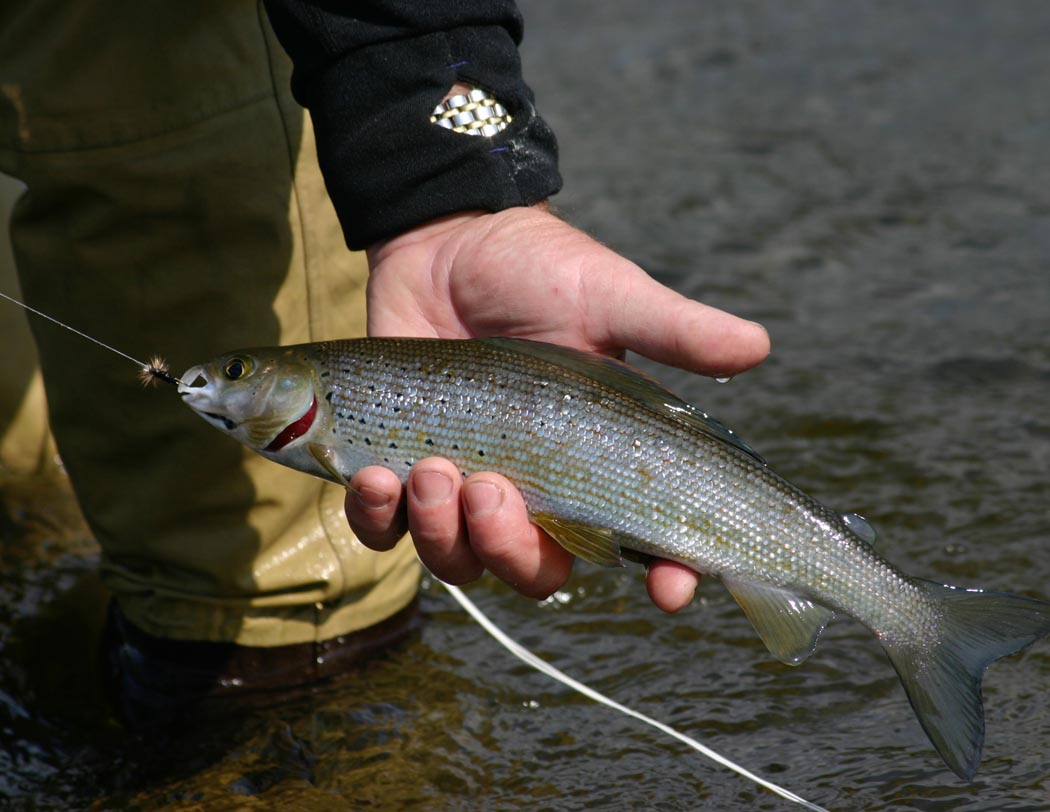
Упійманий харіус. В озері Тальмень дозволена ліцензійна риболовля.

Створення Катунського заповідника сприятливо відбилось на відтворенні деяких з цих видів, наприклад, відновили свою чисельність олень і соболь. Водночас, заповідний режим не здатен був вирішити проблему для рухливих і мігруючих видів, таких як кабарга, видра, промислові риби, а також сніговий барс і сибірський козел, які так і не освоїли вповні заповідну територію. Хоча в самому заповіднику браконьєрів немає, однак на чисельність цих тварин критично впливає полювання і рибалка за його межами. На перших роках існування заповідника його кордони систематично порушували казахстанські пастухи, але цю проблему усунула поява міждержавного кордону (за часів СРСР він був формальним). Наразі охорону заповідника здійснюють інспектори, які обходять маршрути або постійно мешкають на постах. Патрулювання території влітку виконують пішки або верхи, а взимку — на лижах та снігоходах. Втім, суворий заповідний режим породив нову проблему. Тепер недоторкана природа Алтайських гір приваблює на терени природоохоронної установи численних туристів, чия присутність турбує тварин, а на окремих ділянках впливає на природні ландшафти (витоптування рослин і спричинена ним ґрунтова ерозія). До того ж оптимальна для місцевих екосистем кількість туристів дорівнює 2000 на рік, хоча охочих відвідати Катунський хребет набагато більше. Несанкціоноване проникнення на територію заповідника підвищує ризик лісових пожеж і нападу на людей ведмедів. Крім того, як організовані, так і самодіяльні туристи залишають за собою багато сміття.
У XXI столітті у помірному поясі став помітним вплив глобального потепління. За даними спостережень в Усть-Коксі, у період з 1970 по 2010 рік середньорічна температура повітря в міжгірних котловинах підвищилась на 2,1 °C, а у високогір'ях — на 1,45°C. Отже, Катунський заповідник потрапив до зони інтенсивного танення льодовиків. За період з 1952 по 2004 рік площа льодового покриву на Алтаї скоротилась на 19,7 %, а льодовики Бєлухи втратили 10,49 км² своєї початкової площі або 14,1 %. Внаслідок цього кордони природних зон зсунулись у напрямку вершин, наприклад, з середини XIX століття верхня межа лісу на охоронюваній території піднялась на 60—100 м.

## Наукова діяльність
Першим науковцем, який відвідав терени Катунського заповідника, був професор Томського університету, видатний географ і ботанік В. В. Сапожніков. У 1890-х роках він сфотографував чимало місцевих геологічних об'єктів. Його архів став підставою для запровадження сучасного методу досліджень — повторного ландшафтного фотографування. За світлинами, зробленими у тих же самих місцях через сотню років, можна відстежити зміни рельєфу, площі льодовиків, характеру рослинності. З 1998 року в заповіднику ведуть Літопис природи — постійні спостереження за станом популяцій найбільш цінних в природоохоронному відношенні рослин і тварин, які щороку публікують у відповідній збірці. В межах охоронної зони прокладено 55 км облікових маршрутів, облік основних промислових видів тварин ведуть способами зимового обрахунку, візуального спостереження (для ведмедів на луках), на годівницях-солонцях, за особливою методикою (для кабарги), за допомогою фотопасток тощо. Інші напрямки моніторингу спрямовані здебільшого на відслідковування кліматичних і сукцесійних змін, серед них зокрема такі: гідрометеорлогічний, геохімічний, гідрологічний, рекреаційний, моніторинг альпійських екосистем, верхньої межі лісу, снігового покриву і лишайникових угруповань. Для ведення спостережень за цими програмами у заповіднику облаштовані 2 автоматичні метеостанції (на озері Тальмень і Мульті), 10 снігопостів, 15 майданчиків для вивчення ліхенофлори, з 2011 року працює гідрологічний пост.

## Просвітництво
Приналежність до Світової спадщини ЮНЕСКО надає Катунському заповіднику особливе значення у просвітництві і збереженні етнічних традицій алтайців. Екологічне виховання охоплює тут не тільки молодь і юнацтво навколишніх сіл, але навіть дошкільнят. Зокрема, для наймолодших вихованців тут діє екологічне об'єднання «Лісовичок», на цю вікову групу також орієнтований екологічно-просвітницький марафон-фестиваль «Земля снігового барса», в рамках якого проходять змагання з дитячої творчості. До художнього напрямку екологічного просвітництва слід віднести конкурс малюнків «Природа Алтаю без кордонів» і «Заповідний пленер», на якому вихованці Усть-коксинської художньої школи малюють заповідні краєвиди. Для школярів влітку діє еколого-туристичний табір на одному з заповідних кордонів (єгерських постів). Особливе захоплення у підлітків викликають польові змагання «Зарниця» (аналог однойменної військово-патріотичної гри), які проводять у Коксинському гаю. Щороку в них беруть участь понад 600 дітей.

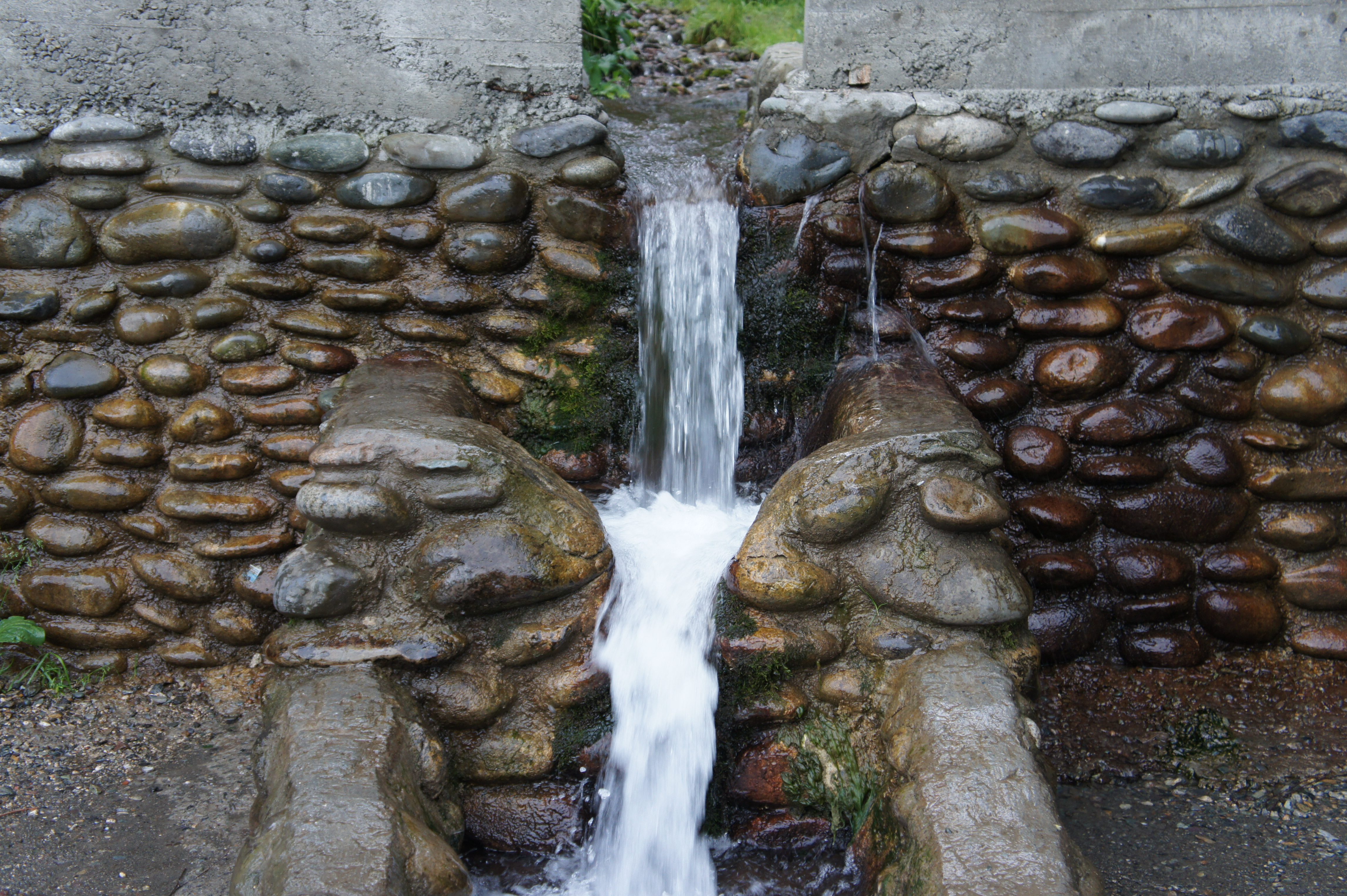
Джерело Аржан-Суу оголошене пам'яткою природи. Подібні до нього священні джерела є і в околицях заповідника.

Рекламно-видавничий напрямок роботи полягає у співпраці з місцевими медійними засобами, а також у виготовленні художньо-інформаційних буклетів, сувенірів. В його рамках Катунський заповідник випускає дитячу екологічну газету «Родничок» і журнал «Хранители Большого Алтая». Спортивний напрямок виховної роботи репрезентують еколого-спортивні змагання «Заповідна лижня» і «Заповідний забіг», в яких можуть взяти участь представники будь-якої вікової групи. Мета «Заповідного забігу» — привернути увагу населення до проблеми охорони кабарги, як найбільш винищуваної місцевої тварини. А в традиційних лижних змаганнях беруть участь навіть представники адміністрації Усть-Коксинського району. Ще два популярних заходи мають етно-екологічну спрямованість. В рамках проєкту «Про традиції пращурів, що жили в гармонії з природою» здійснено благоустрій перевалів Громотуха і Ак-Коба, а в рамках фестивалю «Кай над Катунню» організовано музичні концерти народних виконавців. Цей фестиваль популяризує унікальний алтайський жанр горлового співу — кай. Про популярність цього заходу свідчить те, що у ньому беруть участь заслужені артисти Республіки Алтай і проходить він на республіканському рівні. Знайомство з культурними традиціями алтайців тим важливіше, оскільки цей язичницький народ поклоняється місцевим горам, а ряд джерел на кшталт природної пам'ятки Аржан-Суу вважає священними, тому забруднення таких місць туристами може порушувати не тільки екологічні норми, а й етичні правила.

## Культурна спадщина і туризм

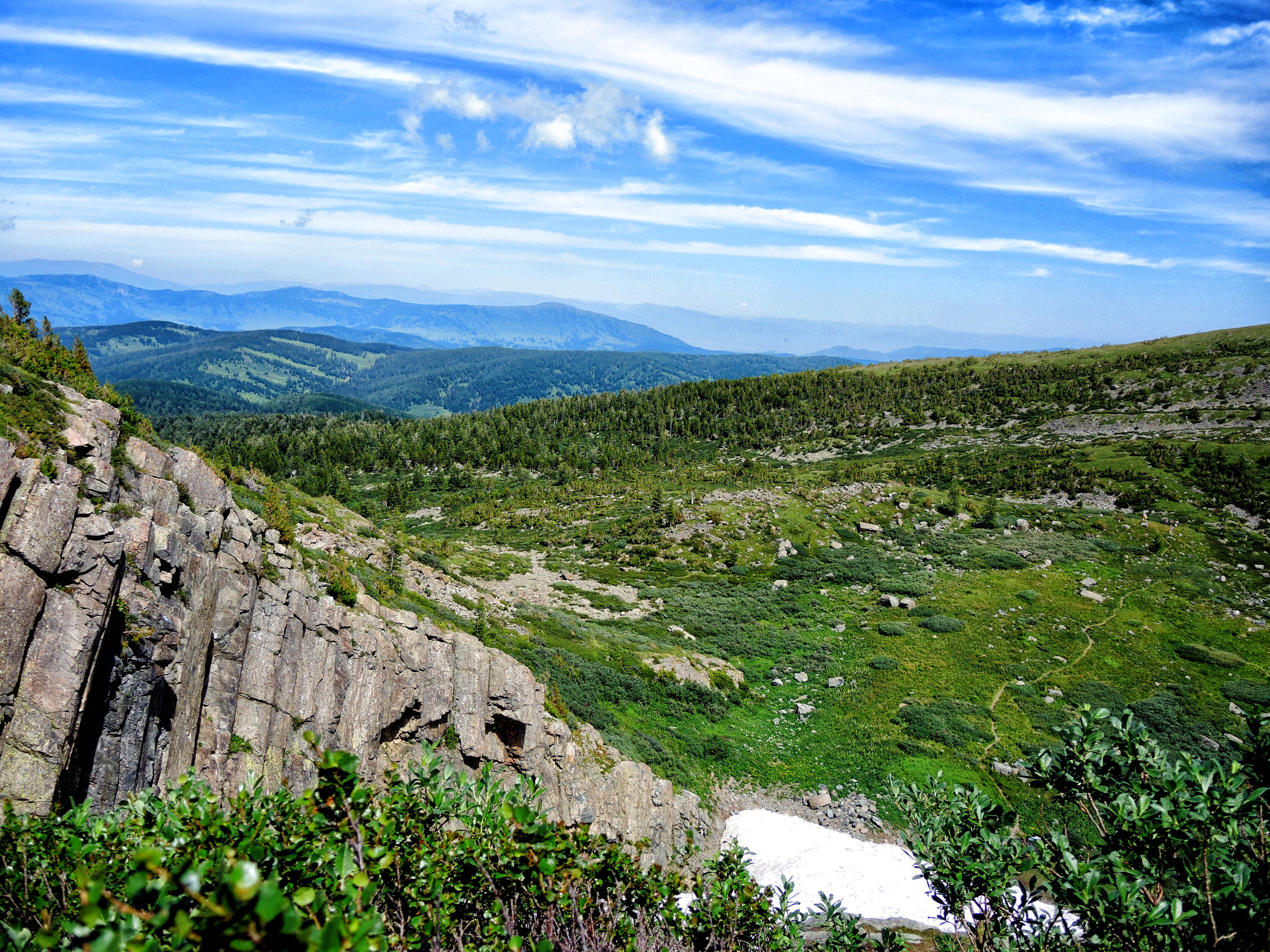
Краєвид заповідних теренів з гори Красная.

Катунський заповідник розташований у прикордонній зоні, тому для його відвідин обов'язкове оформлення спеціального пропуску. Туристична інфраструктура природоохоронної установи включає візит-центр, Етно-екологічний музей алтайської культури, рокарій і дитячу зону. У візит-центрі проводять семінари, зустрічі, конференції; в ньому діють сувенірна крамниця, фотовиставки і кінозал, в якому показують фільми про природу. Тут надають інформаційні послуги щодо розміщення в «зелених домах» місцевих жителів, придбання органічних продуктів місцевого виробництва (молока, чаю, меду), організації кінних і автопрогулянок. Продовженням цієї відпочинкової зони під відкритим небом служать дитячий майданчик, оформлений в екологічному стилі, і кам'яний садок, в якому висаджені рідкісні рослини заповідника: Allium altaicum, ковила пірчаста, оливник рожевий, різноманітні ялівці тощо. Музей алтайської культури пропонує невелику експозицію, стилізовану під традиційне житло алтайців — аїл. Тут виставлені національний одяг, музичні інструменти, посуд, скотарське і мисливське знаряддя. Музей відкритий з травня по жовтень, на його базі часто проводять майстер-класи, етнічні вечори за участі фольклорних груп і професійних музикантів.
Для знайомства з природою відвідувачам пропонують 6 туристичних маршрутів:
1. «До водоспаду на річці Солоуха» — найпростіший одноденний піший тур, який починається від місця впадіння Солоухи в озеро Тальмень і веде до її верхів'їв. На цій стежці представлені такі ландшафти як луки, невеликі масиви лісу, «куруми», скелі, 8-метровий водоспад. Навколо стежки ростуть червонокнижні Allium altaicum і «маралячий корінь». На цьому маршруті можна побачити маралів і сарн, нерідко трапляються скопи і ведмеді[35];
2. «До краю озер і водоспадів» — одноденний піший маршрут, починається від Середнього Мультинського озера і прямує уздовж річища Мульти до гирла річки Поперечної, біля якого знаходиться водоспад Шуми. Далі стежка розгалужується: ліве відгалуження підіймається уздовж Поперечної до озера Поперечне, а праве відгалуження прямує уздовж Мульти до Верхнього Мультинського озера. Окрім видовищних краєвидів на цій стежці можна побачити рідкісні рослини, маралів, сарн, різноманітних качок, зайців і пискух[36];

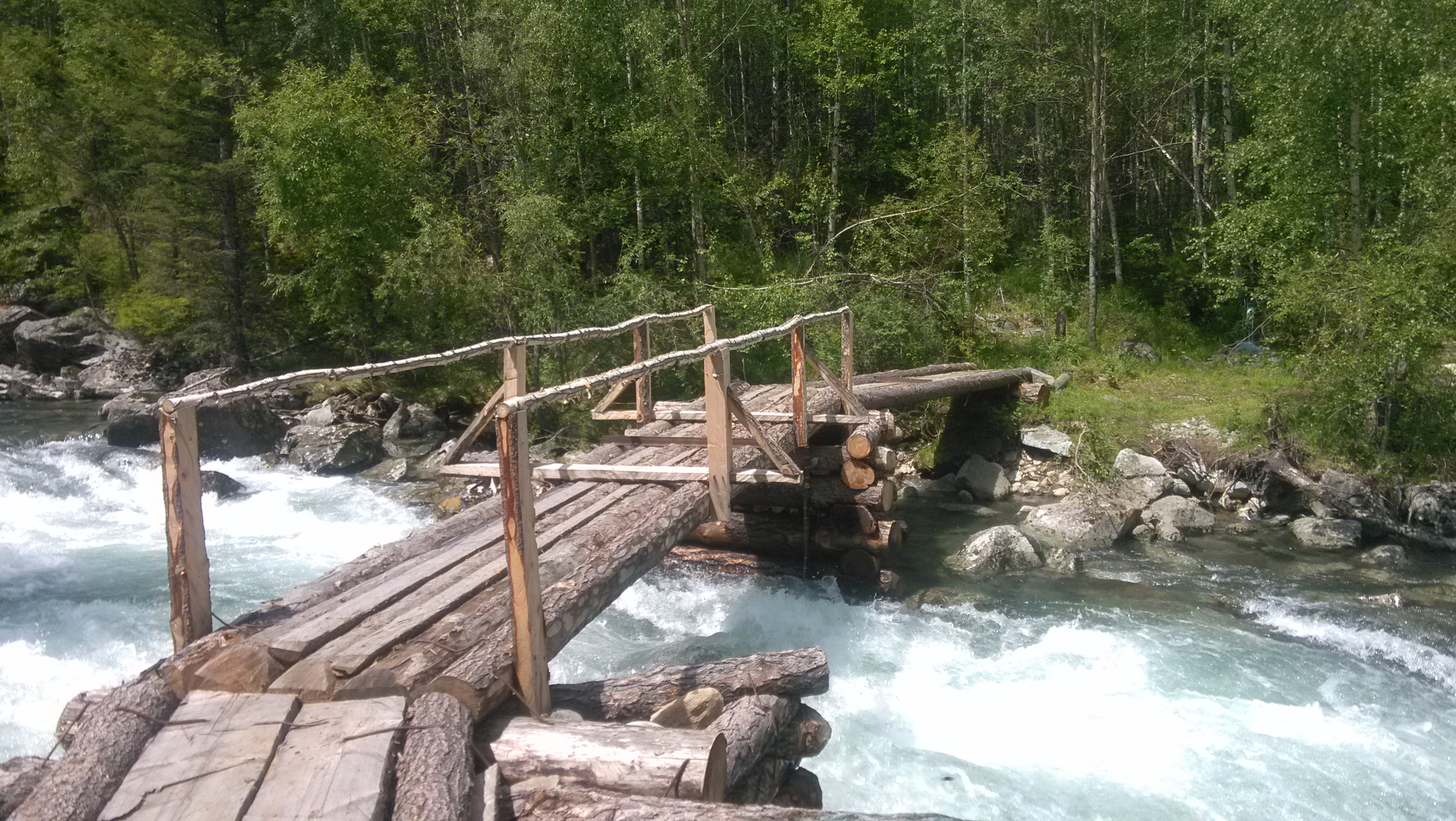
Міст через річку поблизу єгерського кордону.

1. «Давньою стежкою старовірів» — піший маршрут по стежці, прокладеній старовірами у XIX столітті. Починається від кордону заповідника, веде уздовж Курагану до водоспаду на річці Казиніха і далі через річку Бочаніху до гирла Іолдо, від цієї точки стежка підіймається до перевалу Іолдо (категорія складності 1А), а в прикінцевій частині спускається уздовж Верхнього Курагана в долину Катуні, де з'єднується зі стежкою «Біловоддя». Звідси можна перейти або до гори Бєлухи, або через Тюргенський перевал до озера Тайменьє. На цьому маршруті туристи можуть побачити ліси, високотравні галявини, «куруми», а також їхніх мешканців: маралів, сарн, ведмедів, бабаків, беркутів, ягнятників, білих куріпок. Це доволі протяжний маршрут, який можна здолати не тільки пішки, але і верхи на конях. На ньому облаштовано дві зони відпочинку: стоянку з лазнею біля кордону «Усть-Казиніха» і кемпінг у гирлі Верхнього Курагана[37];
2. «Біловоддя» — 5-денний піше-кінний маршрут. Охоплює межиріччя Озерної і Зайчихи, верхів'я Катуні, Тюргеня, Верхнього Курагана, у прикінцевій частині з'єднується з «Давньою стежкою старовірів». Існує декілька варіантів виходу з цього маршруту: 1) через урочище Алтин-Булак; 2) повз мальовничий водоспад Розсипний до витоку Катуні на льодовику Геблера; 3) сплавом по Катуні через пороги Щоки із відвідинами озера Тальмень. На цьому маршруті найвірогідніша зустріч із лосями, маралами, сарнами і ведмедями. До послуг туристів тут облаштовано три кемпінги, один з яких (на кордоні «Тюргень») — з лазнею[38];

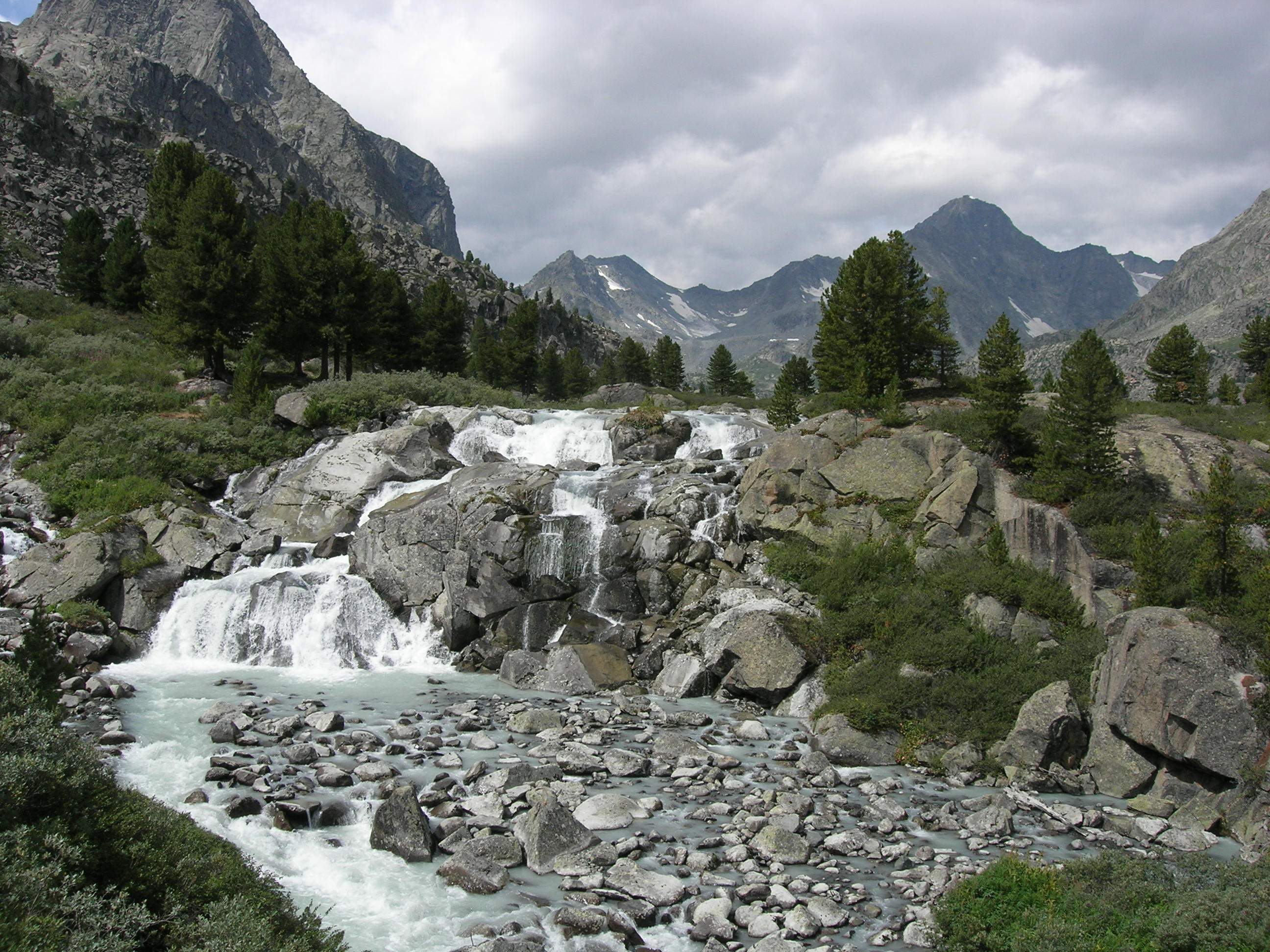
Водоспад на річці Іолдо.

1. «Кураганське кільце» — кільцевий піше-кінний маршрут. Починається від кордону «Усть-Казиніха», прямує до верхів'їв Казиніхи, перевалу Неудачників, Голубих озер і далі уздовж річки Іолдо повертає до початкової точки. Можливе інакше завершення маршруту з виходом на «Давню стежку старовірів». Головні принади цієї стежки — водоспади на Казинісі та Іолдо, мальовнича панорама Бєлухи і Голубих озер, спостереження за маралами і сарнами у місцях підгодівлі. Маршрут кількаденний, тому на ньому облаштовано три кемпінги: неподалік кордону «Усть-Казиніха», на березі Верхньоказиніхінського озера і на Теплій галявині[39];
2. «Катунські високогір'я» — відносно короткий маршрут, який можна здолати пішки або верхи. Починається від межиріччя Осиновки і Нижнього Курагану, прямує через кордон «Усть-Казиніха» до озера Ізумрудне на Казиніхінському перевалі (категорія складності 1А), далі спускається уздовж струмка Обходний до озера Тальмень. На цьому маршруті туристи можуть спостерігати за представниками лісової і високогірної фауни: бабаками, маралами, сарнами, водоплавними птахами, можливі зустрічі з ведмедем, грифами, скопами, соколами тощо. До послуг відвідувачів на цій стежці облаштовані два кемпінги, гостьовий будиночок і лазня[40].

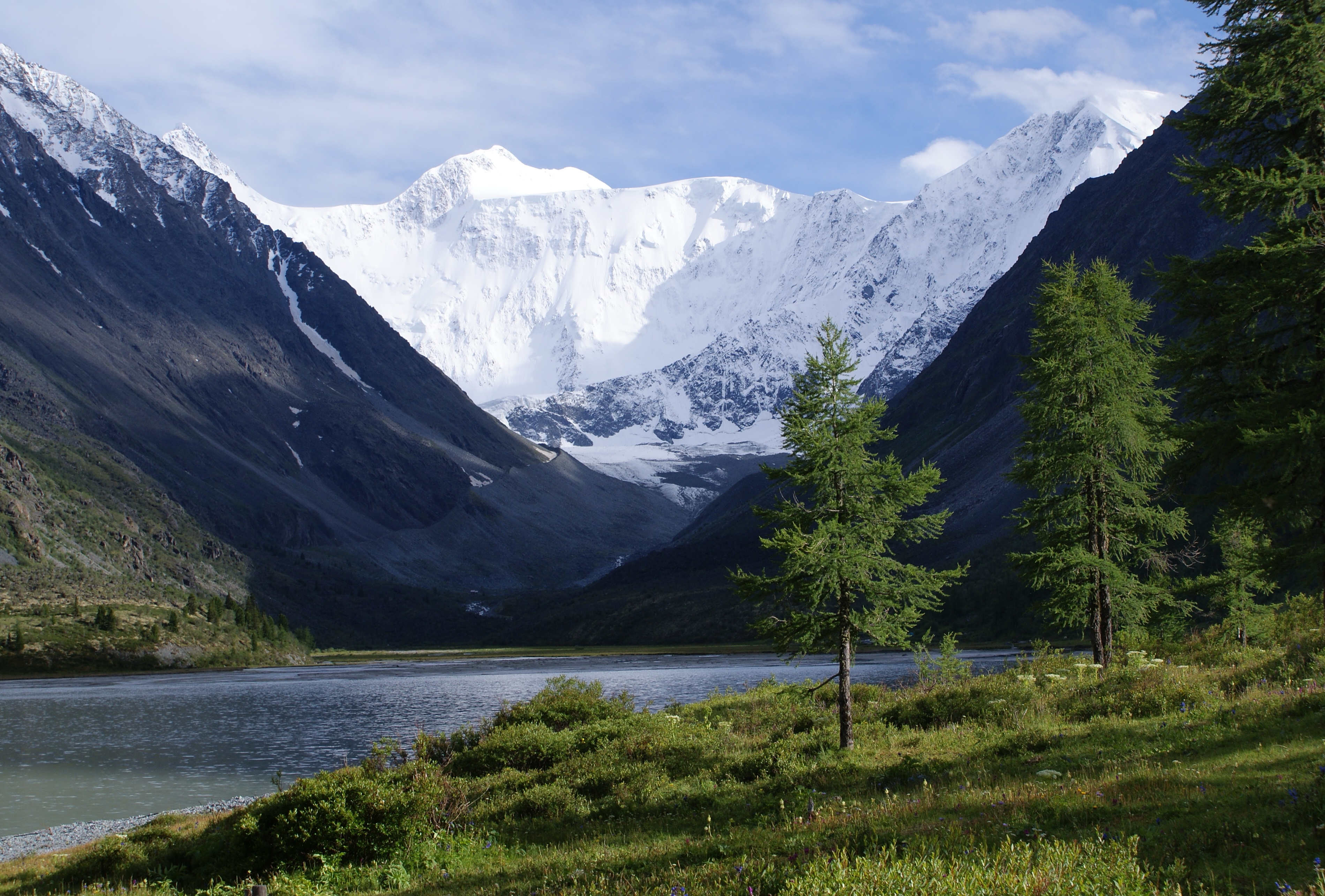
Панорама гори Бєлухи.

Туристичні маршрути Катунського заповідника інтегровані з рекреаційною мережею сусіднього природного парку «Бєлуха», тому відвідувачі можуть одночасно оглянути пам'ятки обох природоохоронних зон. Найвідоміший об'єкт парку «Бєлуха» — однойменна гора, якій племена алтайців поклонялися здавна. О будь-якій порі року льодовики Бєлухи дають можливість помилуватись чудовими краєвидами і зробити видовищні фотографії. Крім неї на території природного парку розташовані мальовничі Кучерлінське і Аккемське озера, водоспад Текелю. Природа парку настільки ж багата, як і природа Катунського заповідника. На північ від охоронної зони лежать Середнє і Нижнє Мультинські озера. Як правило, їх відвідують в рамках туру до заповідного Верхнього Мультинського озера. Між озерами цієї системи на річці Поперечній існує популярний у туристів водоспад Шуми. Ще дві пам'ятки за межами заповідної зони зацікавлять любителів археології. Неподалік від села Кучерла є грот Куйлю з наскельними розписами, найдавніші з яких датовані бронзовою добою, уздовж річки Кучерли виявлені петрогліфи. У межиріччі Верхньої і Нижньої Катанди в Катандинських курганах знайдено цікаві історичні артефакти, які потрапили до колекції Державного історичного музею в Москві. Популярні музейні заклади працюють у селі Верх-Уймон — це Державний музей-заповідник імені М. К. Реріха і О. І. Реріх з художньою експозицією та етнографічний Музей історії та культури Уймонської долини.